# Nyikang
Nyikang, fils du roi Okwa et de la déesse Nyikaya, est le premier dynaste de la monarchie Shilluk, un ancien royaume indépendant de l'Afrique de l'Est qui persiste sous la forme d'institution traditionnelle au sein de la république du Soudan du Sud. Du personnage historique, on sait peu de choses. Nyikang est probablement originaire de la région des Grands Lacs africains et a sans doute vécu durant les premières décennies du XVIe siècle. Les récits de plusieurs peuples Luo, Shilluk en premier lieu mais aussi Anyuak, Thuri, Balanda et Jur-Chol s'accordent pour faire de lui le fondateur de la nation shilluk, sans doute vers 1530-1550, après avoir traversé les marécages du Sudd et s'être installé sur la rive occidentale du Nil Blanc dans l'aire de l'actuel comté de Panyikang, au sud-ouest de la ville de Malakal.
Les Shilluk attribuent au roi Nyikang de nombreuses aventures mythologiques. Son exploit le plus marquant est sa guerre victorieuse contre l'astre solaire dans le Cang Garo, le « Pays du Soleil ». Fort de cette victoire, Nyikang joue un rôle inégalé dans la religion traditionnelle shilluk, ses adeptes le considérant comme l'intercesseur le plus efficace entre le dieu créateur Jwok et le genre humain. À ce titre, Nyikang bénéficie d'une dizaine de temples-cénotaphes répartis sur tout le territoire shilluk. Les deux temps forts de son année cultuelle sont les cérémoniels des semailles et des prémices de la céréale durra, une variété locale du millet. Le premier officiant de ce culte traditionnel est le reth, le roi des Shilluk, un des nombreux descendants de Nyikang en ligne directe. Tout au long de son règne, le roi shilluk est considéré par ses sujets comme le réceptacle vivant et provisoire de l'âme immortelle de Nyikang, cette âme entrant en possession du roi durant l'intronisation célébrée à Fachoda entre deux simulacres de batailles.  
Le personnage de Nyikang, roi africain élevé au rang de demi-dieu par son peuple, est connu dans la littérature ethnologique depuis 1909-1910 avec les travaux du Britannique Charles Gabriel Seligman (1873-1940) puis par sa mention en 1911 par James George Frazer (1854-1941) dans le troisième volume de son ouvrage Le Rameau d'or, une compilation de milliers de faits sociaux et religieux organisée autour du thème de la royauté divine.

## Dénomination

### Étymologie
Le théonyme Nyikango, prononcé Níkàŋō en langue shilluk, se rencontre plus communément dans la littérature scientifique sous la forme Nyikang, prononcé Níkàŋ ou Nàkàŋ, car le ō final est très souvent omis. Les variantes orthographiques Nyakam, Nyekom, Nykawng et Nyakang ne sont que des formes vieillies, surtout usitées dans les textes des premiers observateurs européens de la fin du XIXe siècle et du début du XXe siècle. La transcription Nyikang ne s'est définitivement imposée qu'après 1925, année de la publication de la magistrale monographie Die Schilluk rédigée par le missionnaire catholique Wilhelm Hofmayr.

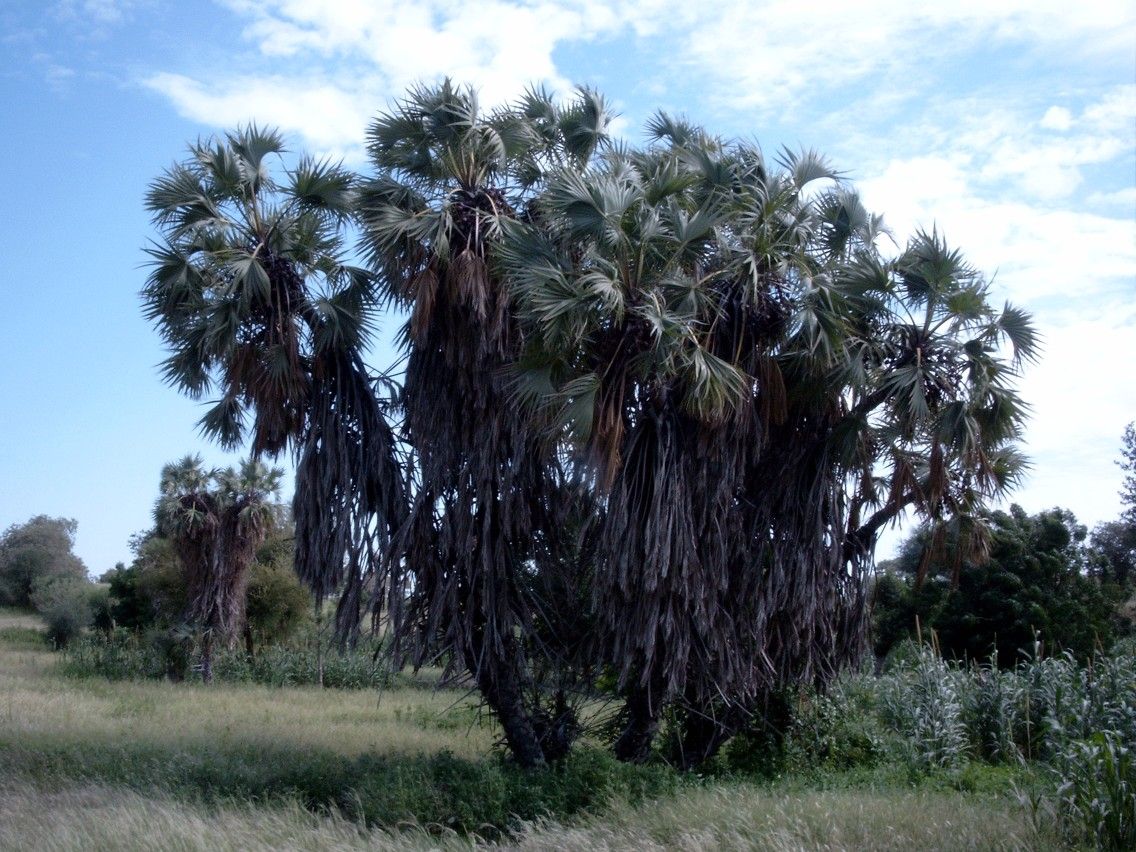
Nyikang ou « le fils du palmier doum » ?

Nyikang est un nom composé formé à partir du préfixe nyi (prononcé ní ou na) qui signifie « fils de » et de la racine « kang » qui est probablement un nom propre même si aucun personnage de ce nom n'apparaît dans les traditions orales shilluk. Le prénom Nyikang signifie ainsi « Le fils de Kang ». Les Shilluk se désignent eux-mêmes sous les mots de Ochollo au singulier et Chol au pluriel, les « hommes noirs ». Ils appellent leur pays pothe chol, le « pays des Shilluk » mais leur second nom est Okang, les « descendants de Kang » en référence à Nyikang, leur héros national.
Le mot kango (prononcé kàŋō) possède deux significations distinctes : « palmier doum » (Hyphaene thebaica) en tant que nom, et « apporter » en tant que verbe. Il n'est cependant pas assuré qu'il faille interpréter le théonyme Nyikang comme « Le fils du palmier doum » ou comme « Le fils de celui qui apporte » (sans doute la vie et fertilité), même si le palmier est implicitement assimilé à l'arbre cosmique des temps originels dans quelques contes shilluk et plus explicitement dans un mythe Anyuak où une fabuleuse et opulente contrée agricole s'étend au pied d'un immense palmier de 120 km de haut, cet arbre reliant le ciel à la terre telle une échelle.

### Épithètes
Les nombreuses épithètes de Nyikang rappellent les origines mythiques ainsi que la puissance surnaturelle du personnage. Ses titres les plus courants sont Kwa (ancêtre), wô (père), mal (ciel) et pâlo (nuage). Les noms de Oki (fils du Nil) et de Wad nam (fils du fleuve) rappellent qu'on lui a attribué Nyikaya pour mère. Cette dernière est un esprit femelle, une sorte de naïade africaine, mi-femme, mi-crocodile qui vivrait, selon la croyance populaire, à l'embouchure de la rivière Sobat. Le nom Jal faluko (l'homme du Bahr el Ghazal) rappelle que Nyikang a traversé cette contrée avant de s'installer définitivement dans le pays shilluk. Agwokcang (dominateur du Soleil) et Adalcang (propriétaire du Soleil) rappellent le conflit entre Nyikang et le Soleil, l'astre ayant été vaincu en étant aspergé avec de l'eau. Cependant, le nom de Atulecang (celui qui fait que le Soleil se lève) montre que Nyikang a finalement conclu la paix avec l'astre solaire. Le nom de Kacedur (vainqueur) montre que le personnage a gagné ses nombreux combats contre les pays voisins. Got a mal (le coléreux) et Got a lany (le clément) indiquent l'ambivalence du personnage qui, selon son humeur, peut refuser ou accepter les prières de ses sujets.
Hymne à Nyikang
| Texte shilluk Kwaye Nyikwèy, Agwogcang, Pa pega finy ! Wai wau wò ! Okio, Nyikango, Kwaye, ya tonge bòlo Durebang, ya kwaja yin Yeke kwaye, jal faluko, Bany dano angot ! Ayino. Nyikango, Agwogcang, Pa pega finy ! Adalcang, Atuole finy, atuole finy. | Adaptation française Ô Ancêtre Nyikwèy, Dominateur du Soleil, Ne t'assois pas par terre (aide-nous) ! Les lances crient hourra ! Ô Fils du Nil, ô Nyikang, Ô Ancêtre, je me tourne vers ta face Ô Miséricordieux, je t'en prie Ô Ancêtre, Homme du Bahr el Ghazal, Seigneur de tous les peuples ! Il est allé au loin. Nyikang, Dominateur du Soleil, Ne t'assois pas par terre ! Celui à qui le Soleil ne peut nuire, Celui qui est craint, celui qui est craint. |

## Histoire

### Sources

#### Société shilluk

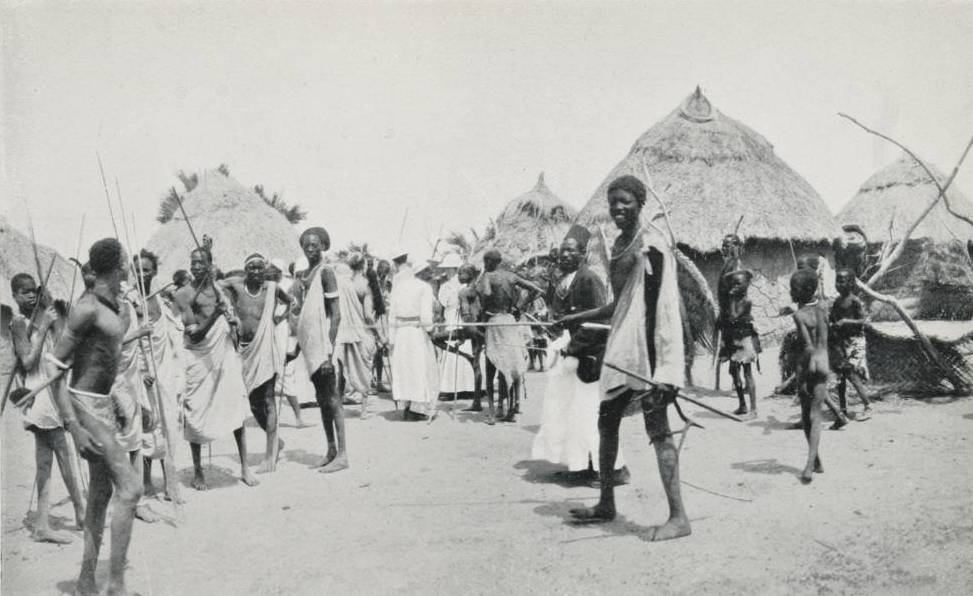
Un village Shilluk en 1906

Dans le nord-est du Soudan du Sud, les Shilluk constituent une ethnie culturellement homogène d'éleveurs et d'agriculteurs, principalement installés sur la rive occidentale du Nil Blanc depuis le lac No au sud jusqu'à la ville de Kaka au nord. Leurs villages, faits de huttes circulaires en boue séchée, s'égrainent le long du fleuve sur une bande de terre longue de 320 kilomètres. Près du Nil blanc, la zone inondable est couverte d'une terre noire et fertile car chargée des limons apportés par le courant. L'intérieur des terres est très sablonneux et couvert par une végétation broussailleuse typique de la savane africaine. Traditionnellement, les peuples nilotiques auxquels se rattachent les Shilluk s'organisent dans des sociétés égalitaristes et sans gouvernement où les différences de rang et de statut sont ignorées. Culturellement, les Shilluk ne se distinguent pas de leurs voisins. Comme eux, leurs traditions et coutumes sont imprégnées par les valeurs du pastoralisme, et le sacrifice des bovidés est leur plus haut geste rituel. La société shilluk a cependant l'originalité de s'être dotée d'une autorité spirituelle unique incarnée dans le reth (le roi shilluk), obligatoirement issu d'une sorte de classe aristocratique, le kwa Reth, c'est-à-dire la famille royale fondée par Nyikang. Les membres des innombrables ramifications de ce clan royal sont disséminés sur l'ensemble du territoire du Shillukland et constituent environ un quinzième de la nation. Ces membres, bien que sans pouvoir politique, sont traités avec déférence et sont liés par des liens matrimoniaux à l'ensemble des chefs lignagers considérés comme les véritables détenteurs de l'autorité tribale. Les Shilluk ne prétendent pas à une origine unique et commune. Certains disent que leurs ancêtres sont arrivés dans leur pays en compagnie de Nyikang lors de sa migration du sud vers le nord, d'autres affirment descendre de peuples que Nyikang et son fils Dak ont soumis à leur autorité.

#### Patrimoine oral comme source historique
Les deux principales sources de l'Histoire du peuple shilluk sont la tradition orale et les chansons folkloriques, ces sources se transmettant localement de génération en génération. Mis à part leurs voisins directs, les Shilluk ne sont entrés en contact avec le monde extérieur qu'à partir du XIXe siècle. Les premières rencontres, très sporadiques, se sont faites dans le cadre de l'exploration européenne du Haut-Nil. Ultérieurement, les contacts se sont multipliés durant la période coloniale, d'abord égyptienne puis anglaise, de l'aire soudanaise (entre 1820 et 1956). Les premiers témoignages écrits datent de ces époques et sont très divers : comptes rendus et rapports militaires, exposés de prêtres et pasteurs chrétiens, articles scientifiques d'ethnologues et de linguistes, etc. Ces écrits ont cependant le point commun de s'appuyer sur des informateurs locaux, plus ou moins fins connaisseurs du patrimoine oral shilluk. L'Histoire shilluk est un puzzle d'un nombre relativement peu élevé d'épisodes mytho-historiques et d’anecdotes étiologiques. Toutes ces données sont convergentes dans le sens où le roi Nyikang tient toujours la place première et centrale. Cependant, les nombreuses variantes d'un même épisode, parfois contradictoires entre elles, rendent très hasardeuse toute tentative de reconstitution rationnelle et logique de la chronologie des premiers temps de l'ethnie. Les origines et les pérégrinations de Nyikang, mais aussi le processus de la formation du royaume shilluk par Nyikang et son fils Dak, restent finalement encore très nébuleux et hautement conjecturaux.

### Ethnologie

#### Période coloniale (1899-1956)

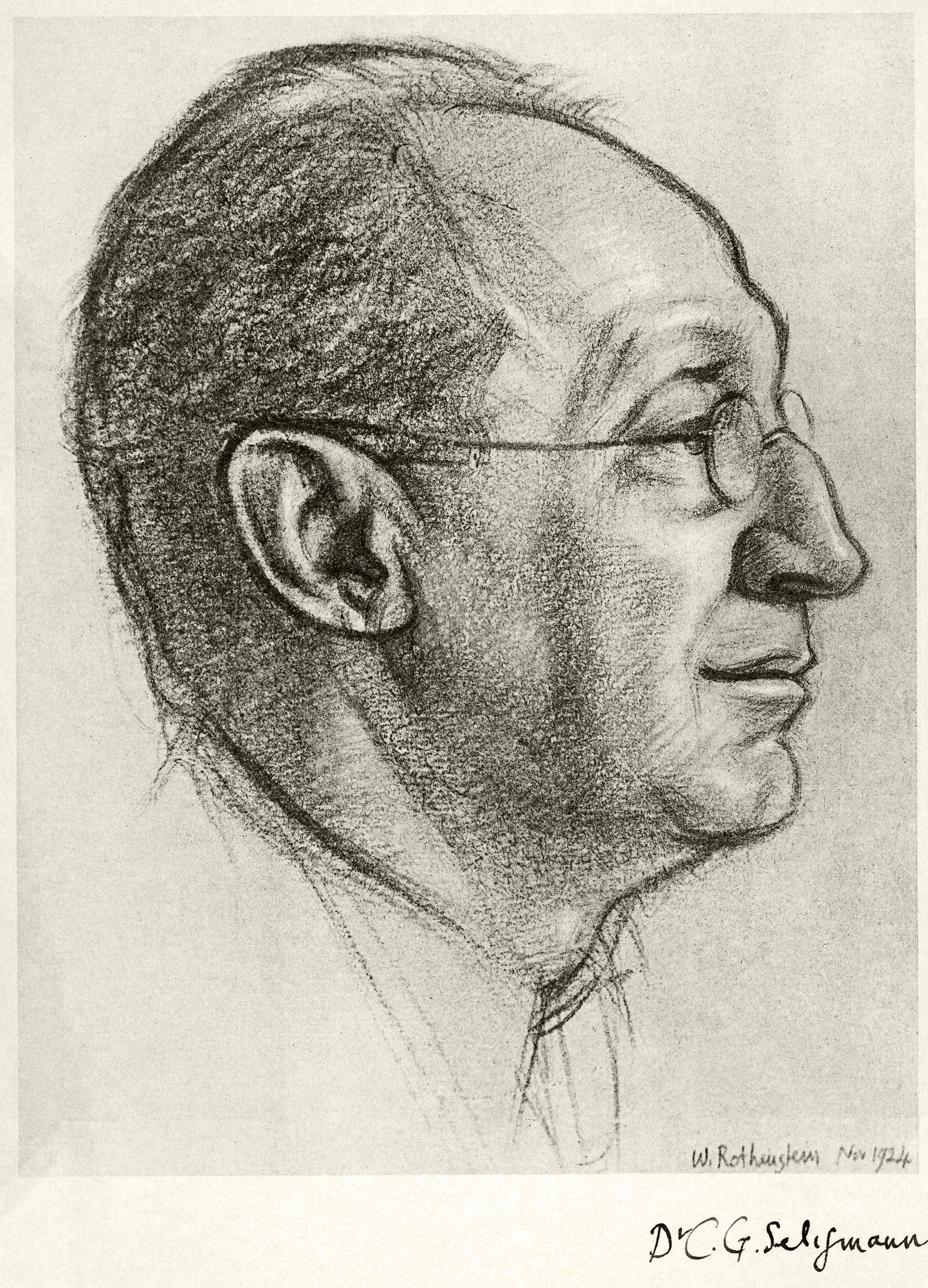
Charles Gabriel Seligman

En 1905, l'article « Appendix: History and Religion of the Shilluks » paru dans l'ouvrage The Anglo-Egyptian Sudan est l'un des premiers résumés sérieux de la pensée shilluk. Son principal rédacteur est le père Wilhelm Banholzer de la mission catholique austro-hongroise de Lull, une localité située non loin de Fachoda, la résidence du roi shilluk. Dès ce travail, il apparaît aux yeux des Européens que Nyikang est le personnage central des mythes et du folklore de la nation shilluk. Cette impression est renforcée par une enquête ethnologique menée en 1910 par le médecin anglais Charles Gabriel Seligman et résumée en 1911 dans l'article « The cult of Nyakang and the Divine Kings of the Shilluk ». La même année, les notes prises par ce dernier permettent à l'Écossais James George Frazer d'intégrer le roi Nyikang à la troisième édition de son Rameau d'Or. Dans cette étude comparative de mythologie et de religion, les dieux antiques mis à mort (Osiris ou Adonis par exemple) sont mis en regard avec certains rois africains mis à mort lorsque leurs forces vitales déclinent, l'étrange disparition de Nyikang dans le Nil Blanc après s'être étouffé avec un linge, ainsi que la mise à mort rituelle des rois shilluk par leur proche entourage constituant l'un des exemples africains. En 1910, le linguiste allemand Diedrich Westermann, soutenu et encouragé par une église presbytérienne de Philadelphie, se rend à la mission protestante de Doleib Hill afin d'étudier la langue shilluk. Le résultat de ce voyage scientifique paraît en 1912 sous le titre « The Shilluk People, Their language and Folklore ». Cet ouvrage consacre naturellement une grande part à la grammaire et au champ lexical du shilluk, mais il est néanmoins enrichi par une centaine de fables, récits et aventures mythologiques, chaque texte étant présenté en langue shilluk et suivi d'une traduction en langue anglaise.
En 1918, le révérend D. S. Oyler, missionnaire à Doleib Hill, participe à l'inauguration de la revue Sudan Notes and Records en rédigeant deux articles consacrés à Nyikang, « Nikawng and the Shilluk Migration » et « Nikawng's Place in the Shilluk Religion », le premier article s'attachant aux mythes relatifs à ce personnage, le second exposant sa place centrale dans la vie religieuse locale. À partir de cette date, la revue Sudan Notes and Records consacre régulièrement une place à l'ethnie shilluk. Il n'y a pas lieu ici de citer toutes ces contributions. Nous nous contenterons de signaler l'imposant article (80 pages) de P. P. Howell et W. P. G. Thomson « The death of a reth of the Shilluk and the installation of his successor », paru en 1946 dans le vingt-septième volume, et qui a pour objet de relater le plus complètement possible l'investiture de Aney Kur, le trentième roi de la dynastie.
La plus importante monographie ethnologique consacrée aux Shilluk est un ouvrage en langue allemande, Die Schilluk : Geschichte, Religion und Leben eines Niloten-Stammes, rédigé durant la Première Guerre mondiale et édité en 1925 dans la revue Anthropos par le missionnaire Wilhelm Hofmayr à partir de sa propre expérience (il a été en poste entre 1906 et 1916 à Lull et à Tonga) et à partir de notes léguées par Wilhelm Banholzer, son coreligionnaire. Un autre ouvrage de référence est le Pagan Tribes of the Nilotic Sudan de 1932, mais dans une moindre mesure, les Shilluk n'étant qu'une des peuplades sud-soudanaises étudiées et exposées par Charles Gabriel Seligman et son épouse.
En 1948, l'anglais E. E. Evans-Pritchard, spécialiste de l'ethnie Nuer, tient une conférence sur les Shilluk et Nyikang à la mémoire de James Frazer, dont le compte rendu sera très tardivement traduit en français en 1974 sous le titre « La royauté divine chez les Shilluk ». En 1954, l'ethnologue Godfrey Lienhardt reprend le même thème dans son article « The Shilluk of the Upper Nile ». Ces deux derniers travaux sont avant tout basés sur des données glanées chez les auteurs précités. Godfrey Lienhardt a cependant réinterprété ces anciens écrits en fonction de sa connaissance poussée des conceptions mythologiques Dinka.

#### Période soudanaise (1956-2011)
Les ethnologues de la deuxième moitié du XXe siècle n'ont pas été tentés d'entreprendre une grande et minutieuse enquête scientifique auprès des Shilluk, la zone étant secouée par de très lourds conflits, la Première guerre civile soudanaise (1955-1972) ayant été presque immédiatement suivie par la seconde guerre civile soudanaise (1983-2005). La création de l'État du Soudan du Sud en 2011, État auquel sont désormais rattachés les Shilluk, n'a pas résolu toutes les tensions, la délimitation des deux États restant litigieuse (conflit au Kordofan du Sud). Le terrain scientifique n'est toutefois pas vierge de réflexions, la royauté sacrée des Shilluk continuant d'intéresser les anthropologues. En 1986, l'Allemand Burkhard Schnepel (professeur en ethnologie à l'université de Halle-Wittenberg depuis 2002) soutient une thèse à Oxford intitulée « Five Approaches to the Theory of Divine Kingship and the Kingship of the Shilluk of the Southern Sudan ». La réflexion mise en œuvre dans cette thèse est par la suite remaniée et publiée sous la forme de plusieurs articles, complémentaires entre eux, en 1988 (enterrements et intronisations), en 1990 (luttes pour le pouvoir) et en 1991 (régicide et sanctuaires royaux), dans les revues Anthropos et Africa. À cette date, la dernière grande réflexion consacrée à la royauté shilluk est l'article de l'anthropologue américain David Graeber « The divine Kingship of the Shilluk », paru en 2011 dans la revue en ligne Hau: Journal of Ethnographic Theory.

### Nyikang, personnage historique

#### Migrations des peuples Luo
D'après des travaux de l'Italien Joseph Pasquale Crazzolara publiés entre 1950 et 1954, l'ethnie shilluk s'est constituée dans le cadre des migrations que les peuples Luo (Lwoo, Luuo) ont effectuées en Afrique de l'Est. Le groupe Luo est divisé en neuf divisions principales, incluant entre autres les Shilluk, les Anyuak et les Pari du Soudan du Sud, les Acholi de l'Ouganda et les Luo du Kenya. Il suggère que le pays d'origine des Luo, le Wi-pac, est à situer dans la région du Bahr el-Ghazal dans les alentours de la ville de Rumbek. Cette zone primordiale est désignée dans les récits shilluk sous les noms de pays de Kero ou pays de Duwat. Selon cet auteur, au cours du XVe siècle, des groupes Luo auraient quitté le Bahr el-Ghazal pour s'éparpiller dans toutes les directions, Nyikang et son groupe prenant la direction du nord dans les premières décennies du XVIe siècle, d'autres se déplaçant vers le sud en suivant le cours du Nil Blanc (ou Bahr el-Ghebel) pour arriver en Ouganda (Alur et Langi), d'autres encore s'installant près du Lac Victoria (Luo du Kenya). Certains groupes sont restés sur place : les actuels peuples Luo du Bahr el-Ghazal (Thuri, Jur-Chol, Balanda), communément désignés sous le terme Jur (« étrangers ») par les Dinka, l'ethnie majoritaire de cette région.
| \| Shilluk Acholi Pari Anyuak Thuri Balanda Jur-Chol Wi-Pac \| Localisation de quelques ethnies du groupe des Luo dans le Soudan du Sud |
| Shilluk Acholi Pari Anyuak Thuri Balanda Jur-Chol Wi-Pac                                                                                |

En 1941, M. E. C. Pumphrey a cependant remarqué que le mot Ocolo, qui sert aux Shilluk pour désigner un individu de leur peuple, est manifestement très proche de l'ethnonyme Acholi qui sert à nommer un peuple Luo d'Afrique équatoriale installé près du lac Albert. Or, certaines traditions shilluk font de Nyikang le fils du chef Okwa, le souverain d'un pays situé « très loin vers le sud près d'un grand lac ». Faute de description précise, il est très difficile de localiser le royaume d'Okwa avec certitude. Il apparaît toutefois que les Luo du Sud, comme les Acholi, ne mentionnent pas de migration vers le nord mais affirment qu'ils ont depuis toujours habité leur pays.

#### Fondateur de la nation shilluk

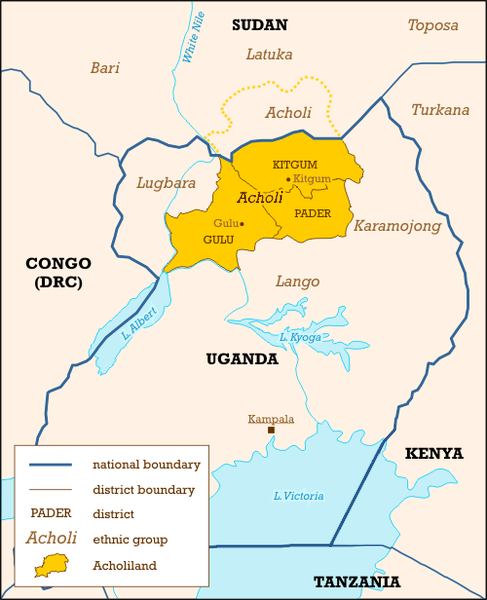
Localisation de l'Acholiland, possible contrée natale de Nyikang.

La majorité des récits shilluk indiquent que la migration de Nyikang s'est effectuée en deux périodes successives marquées par un premier départ, celui du pays de Duwat (la contrée natale) puis par un second départ, celui du pays de Dimo (une contrée où Nyikang a résidé quelques années). Lorsque Duwat, un demi-frère de Nyikang, succède à Okwa, Nyikang est déçu et fâché de ne pas être devenu roi. Il décide alors de partir et de fonder un nouveau royaume, accompagné de ses plus fidèles partisans. Ce groupe prend la direction du nord-ouest et arrive à Wau, dans la région du Bahr el Ghazal (« la rivière aux gazelles »), que les Shilluk dénomment Pothe Thuro ou Pays de Turo. Là, Nyikang épouse la fille de Dimo, le chef local. Il reste quelques années en cet endroit. Cependant, Nyikang et Dimo se querellent au sujet de perles que Dak, le fils de Nyikang, aurait volées puis cachées en les avalant. Refusant de voir son fils disséqué par Dimo, Nyikang reprend sa migration vers le nord, seulement accompagné par six autres familles. Le groupe traverse les eaux du Bahr el Ghazal puis arrive en un endroit situé à une trentaine de kilomètres à l'ouest de Tonga et fonde le premier village shilluk, l'actuel village de Acietagwok, dont le nom signifie « Je suis pourchassé tel un chien ». Il est difficile de situer dans le temps ces événements, les sources écrites faisant défaut. D'après M. E. C. Pumphrey, Nyikang se serait installé dans l'actuel Shillukland vers 1550, mais Wilhelm Hofmayr situe le règne de Nyikang un peu plus tôt, vers 1530. Les partisans de Nyikang ont ensuite longé la rive gauche du Nil Blanc puis ont fondé le village de Nyilual. En continuant vers l'est, le groupe traverse une zone inhabitée puis arrive à Malakal sur la rive droite du fleuve. Le toponyme Malakal serait une déformation de maakal issu de l'expression Ma ya kala mal (Quand je suis arrivé de par là-bas, je n'ai pas tout de suite vu ce village), proférée par Nyikang quand il s'est étonné de n'avoir aperçu cette localité qu'en se retournant sur lui-même. Nyikang remonte ensuite la rivière Sobat et y rencontre un groupe anyuak. Il décide de les laisser en paix et de rester sur la rive gauche du Nil Blanc. Nyikang fonde ensuite Nyilwal et Dedigo tandis que son fils Dak fonde un village près de Falo. Quelques décennies se passent, puis les Shilluk décident de coloniser le territoire situé au nord de Malakal. Ils sont cependant défaits au cours d'une bataille, à Wau (au sud de Fachoda), par des guerriers Funj. Peu après cette défaite, Nyikang disparait et son fils Dak lui succède pour environ vingt ans. Sous son commandement, les forces shilluk, probablement renforcées par des guerriers Nouba, parviennent à expulser les Funj et le Shillukland s'agrandit vers le nord dans ses limites actuelles (latitude 12° Nord).

#### Récits Anyuak

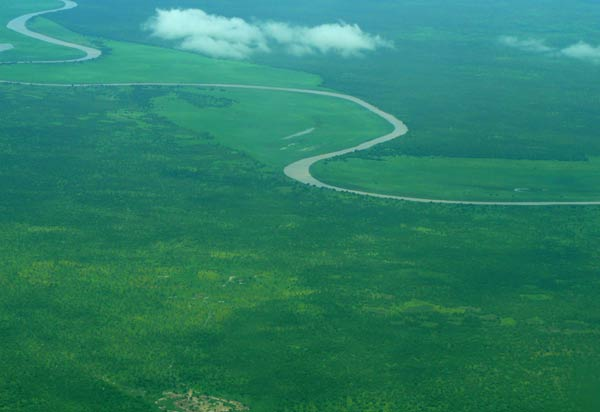
La rivière Sobat durant la saison des pluies

Les Anyuak et les Shilluk sont deux ethnies du grand groupe des Luo ; leurs langues sont très similaires et leurs récits historiques partagent les mêmes ancêtres fondateurs. Les Anyuak racontent que leurs ancêtres vivaient dans le Tingdir, un pays situé plus au sud, près d'une grande étendue d'eau, sans doute dans la région des Grands Lacs africains (entre le Lac Albert, le Lac Victoria et le Lac Turkana). Ils se voient comme les enfants des Dibuoc Gilo, les « compagnons de Gilo ». Dans leurs récits, Gilo se présente comme leur ancêtre mythique et Nyikang partage avec lui d'étroites relations de parenté. Les Luo, en se déplaçant vers l'ouest et le nord-ouest, se sont séparés en plusieurs ethnies et ont colonisé différents endroits de l'Afrique de l'est. Au cours de sa migration, le peuple d'Akango, une femme issue de la famille Kango (donc une parente de Nyikang(o), l'ancêtre des Shilluk), rencontre un homme circoncis, un certain Othienho. Ce dernier se fait adopter par Ngic, le chef du clan Maro, et apporte à sa nouvelle famille un grand nombre de nouvelles techniques (feu, forge, corbeilles, lyre). Après la mort de son père adoptif, Othienho entre en conflit avec Gilo, le fils de Akango, tous deux voulant succéder au chef défunt. Othienho tue Gilo, mais un grand nombre de gens prennent le parti d'Akango. Othienho est obligé de fuir mais il est rattrapé et exécuté (à Lafon Hill selon certains récits). Après ce conflit successoral, le groupe des Luo se sépare en plusieurs factions. Un groupe reste près de Lafon Hill, à Wi-Pari, sous les ordres du chef Cwai. Othienho et ses suivants s'installent dans l'Anyuakland (sur la frontière entre le Soudan du Sud et l'Éthiopie). Cependant, la majeure partie des Luo, dont les partisans d'Akango, continue vers le nord-ouest et s'installe finalement à Wi-pac près du Lac No. La plupart des traditions orales font de Nyikang le chef de cette dernière faction. Nyikang pourrait alors être un proche ou un descendant d'Akongo (ou d'un homme prénommé Kango, mais les traditions ne mentionnent pas ce personnage). Akango est la grand-mère de Gilo, fils d'Enno. Cet autre Gilo fonde avec Nyikang la ville de Malakal, puis tous deux continuent à descendre le Nil Blanc jusque vers l'actuelle Khartoum, voire jusqu'à Dongola, avant de revenir à Malakal. En ce lieu, Gilo et Nyikang se séparent à cause d'une famine (après une brouille selon les Shilluk, mais les Anyuak réfutent cette affirmation et prétendent que Shilluk et Anyuak ne se sont jamais disputés). Nyikang reste dans le Shillukland et Gilo s'installe le long de la rivière Sobat.

## Mythologie
Les Shilluk, comme quelques autres peuples nilotiques, n'ont pas élaboré d'importants mythes de création ; un récit comme la Genèse biblique leur est étranger. L'Histoire ne débute réellement qu'avec les faits et gestes des rois Nyikang et Dak, éloignés de nous par une trentaine de générations seulement. Avant Nyikang, le passé est vague et sans réelle consistance, mis à part la rencontre de ses parents, le roi Okwa et la déesse Nyikaya, sur les bords d'une rivière. Le plus lointain ancêtre attribué au roi Nyikang est l'esprit suprême Jwok. Cette force spirituelle est profondément distante et éloignée de la sphère humaine. Dans le quotidien, Jwok cherche cependant à marquer sa présence par des faits extraordinaires (tempêtes, maladies, insectes ravageurs, défunts en colère, etc.) qu'il s'agit d'éloigner par la force de la prière et des pratiques magiques. L'existence de Nyikang est marquée par une série d'évènements mythologiques majeurs : son exil de son pays natal à la suite d'une dispute avec son frère Duwat, son séjour dans le pays de Dimo (ou de Turo) écourté par une série de querelles, la traversée des marécages du Sudd, sa guerre contre le Soleil, son installation dans l'actuel Shillukland, et enfin sa disparition mystérieuse dans les eaux du Nil Blanc.

### Ancêtres
|  |  |  |  |  |  | Jwok                                |  |  |  |  |  |
|  |  |  |  |  |  |                                     |  |  |  |  |  |
|  |  |  |  |  |  | Aduk la Vache grise primordiale     |  |  |  |  |  |
|  |  |  |  |  |  |                                     |  |  |  |  |  |
|  |  |  |  |  |  | Omaro l'Antilope cheval primordiale |  |  |  |  |  |
|  |  |  |  |  |  |                                     |  |  |  |  |  |
|  |  |  |  |  |  | Kol                                 |  |  |  |  |  |
|  |  |  |  |  |  |                                     |  |  |  |  |  |
|  |  |  |  |  |  | Bol                                 |  |  |  |  |  |
|  |  |  |  |  |  |                                     |  |  |  |  |  |
|  |  |  |  |  |  | Mol                                 |  |  |  |  |  |
|  |  |  |  |  |  |                                     |  |  |  |  |  |
|  |  |  |  |  |  | Okwa                                |  |  |  |  |  |
|  |  |  |  |  |  |                                     |  |  |  |  |  |
|  |  |  |  |  |  | Nyikang                             |  |  |  |  |  |
|  |  |  |  |  |  |                                     |  |  |  |  |  |

La tradition orale du peuple Shilluk attribue à Nyikang plusieurs ancêtres. Dans un récit récolté à Doleib Hill par le docteur et missionnaire américain Thomas A. Lambie (1888-1954), Nyikang est dit être le fils du roi Okwa qui fut lui-même engendré par Omara, un être céleste. D'après une version recueillie par le père Wilhelm Banholzer, Nyikang est toujours le fils d'Okwa, mais ce dernier descend à travers plusieurs ancêtres d'une vache grise primordiale créée dans le fleuve par le dieu créateur Jwok (voir tableau ci-contre).
Cette généalogie mythique n'a bien sûr pas le souci de l'authenticité historique. L'ordre d'apparition des ancêtres est mouvant, les individus cités étant interchangeables entre eux. Les Shilluk n'ont pas toujours non plus le souci de l'exhaustivité, même lorsqu'ils entonnent la généalogie de Nyikang dans des chants sacrés lors de cérémonies religieuses :
Chant religieux shilluk
(Extrait 1)
| Texte shilluk Okwa wad Mol Mol wad Kol Kol wad Omaro Omaro wad Dyangaduk Dyangaduk wad Utigo | Traduction Okwa fils de Mol Mol fils de Kol Kol fils de Omaro Omaro fils de Dyangaduk (Vache grise) Dyangaduk fils de Utigo (Vache brune) |

(Extrait 2)
| Texte shilluk Nyikang wad Mol Mol wad Nyadyangaduk Kwae nya Jwok | Traduction Nyikang fils de Mol Mol fils de la fille de Dyangaduk Notre ancêtre est le fils de Dieu |

### Nyikaya, crocodile et mère de Nyikang
Les Shilluk prétendent que l'esprit Nyikaya, la mère de Nyikang, continue de vivre près et dans le fleuve (toke yelo) sous la forme d'un crocodile femelle. Les individus qui sont placés sous son patronage, Nyikayo pour les garçons et Nyikaya pour les filles, sont ainsi astreints à ne pas manger de viande de crocodile. Un culte est rendu à Nyikaya dans la plupart des sanctuaires de Nyikang, dans une hutte qui lui est réservée, à Nyibodo par exemple. Ses titres sont wanga (grand-mère), nam (fleuve), nya-yelo (fille des rives, d'après les rivages herbeux où évoluent les crocodiles), etc. Un des titres de Nyikang est wad nam, le fils du fleuve ; dans ce sens, les mots « fleuve » et « Nyikaya » sont pris pour des synonymes.

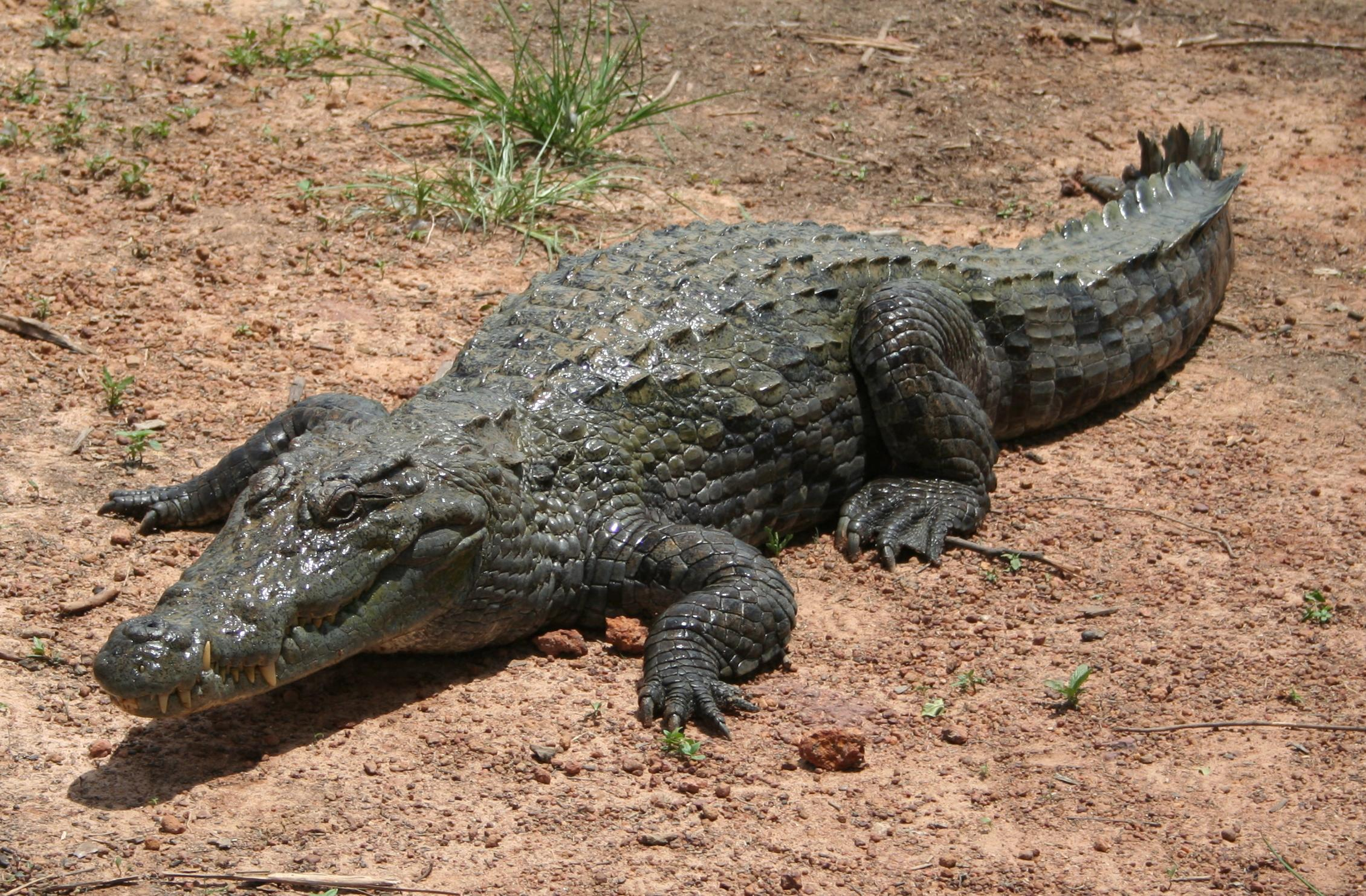
Crocodile

« Au commencement était Jwok, le Grand Créateur. Il fit apparaître une grande vache blanche en dehors des eaux du Nil Blanc et la dénomma Dyangaduk. La vache blanche donna naissance à un petit garçon. Elle l'éleva et le prénomma Kolo; Kolo engendra Omaro (Umak Ra), Omaro engendra Wad Mōl et Wad Mōl engendra Okwa. Tous ces gens habitaient un pays très lointain, on ne sait vraiment où. Un jour, Okwa était assis près du fleuve. Il aperçut alors deux jeunes filles. Elles avaient de longs cheveux et jouaient dans les eaux peu profondes. La moitié inférieure de leurs corps était comme ceux des crocodiles. Il les observa plusieurs fois, encore et encore. Elles ne voulaient rien savoir de lui et plusieurs fois elles se moquèrent de lui. Un jour, Okwa les trouva assise sur le rivage, il s'approcha d'elles par derrière puis les captura. Leurs cris alarmèrent leur père Ud Diljil qui aussitôt sortit des eaux du fleuve. Sur son côté droit, la peau de Ud Djilil était comme celle d'un crocodile ; son côté gauche était toutefois comme celui d'un homme ordinaire. Ud Diljil protesta vaguement puis accorda à Okwa le droit d'épouser ses deux filles. La sœur aînée, Nyikaya, donna naissance à deux garçons et à trois filles. La sœur cadette, Angwat, ne donna naissance qu'à un seul garçon qu'elle prénomma Ju (Bworo). Le fils aîné de Nyikaya fut appelé Nyikang et hérita des agréables attributs crocodiliens de sa mère et de son grand-père. Okwa épousa une troisième femme et Duwat fut le nom de l'aîné de ses enfants. »

— Sir Edward von Gleichen, The Anglo-Egyptian Sudan, Résumé de la mythologie des Shilluk.

### L'exil de Nyikang

#### Dispute de Nyikang avec Duwat
Les Shilluk situent assez vaguement le pays d'origine de Nyikang, vers le sud près d'un grand lac. Cette contrée est connue sous les noms de « Pays de Duwat » et de « Pays de Kero ». Dans ce pays, la mort n'est pas définitive. Quand une personne commence à subir le poids des années, elle est placée dans un enclos à bétail ou sur un chemin parcouru par des bovins. Les vaches piétinent le vieillard jusqu'à ce qu'il soit réduit à la taille d'un enfant. Après cela, la personne grandit de nouveau pour atteindre la taille adulte.
Nyikang et ses partisans commencèrent leur migration depuis leur pays natal après une querelle entre Nyikang et son demi-frère Duwat. Selon une version du mythe, Nyikang et Duwat se disputèrent à cause de leur bétail et de leurs fils respectifs. Selon un autre récit, ils se disputèrent à propos de la succession de leur père Okwa. Quand Duwat fut élu, Nyikang décida de quitter le pays avec son petit groupe de fidèles après avoir dérobé deux emblèmes royaux, le kwer (une sarclette en fer) et le lauo (une peau que le roi jette sur son épaule). Lorsque Duwat remarqua le vol, il se mit à poursuivre Nyikang puis, l'ayant rattrapé, le maudit en lui jetant le de kago, une espèce de bâton à fouir :

« Dans les temps anciens, les gens arrivèrent dans le pays de Kero, c'est le pays où Nyikang arriva. Là, ils se séparèrent, lui et son frère Duwat. Duwat dit : « Nyikang où vas-tu ? » Il répliqua : « Je vais vers là-bas ! » Duwat continua en disant : « Nyikang, regarde derrière toi ! » Et Nyikang se retourna, il regarda derrière lui et il vit un bâton à fouir utilisé pour planter du millet que Duwat avait jeté vers lui. Nyikang prit ce bâton et dit : « Qu'est-ce que ceci ? » Duwat répondit : « Vas ! C'est un bâton pour creuser la terre de ton village ! » Et Nyikang partit. Il s'installa dans de pays de Turo, le pays de son fils Dak. (...). »

— Diedrich Westermann, L'antique migration de Nyikang et de son peuple, 1912.

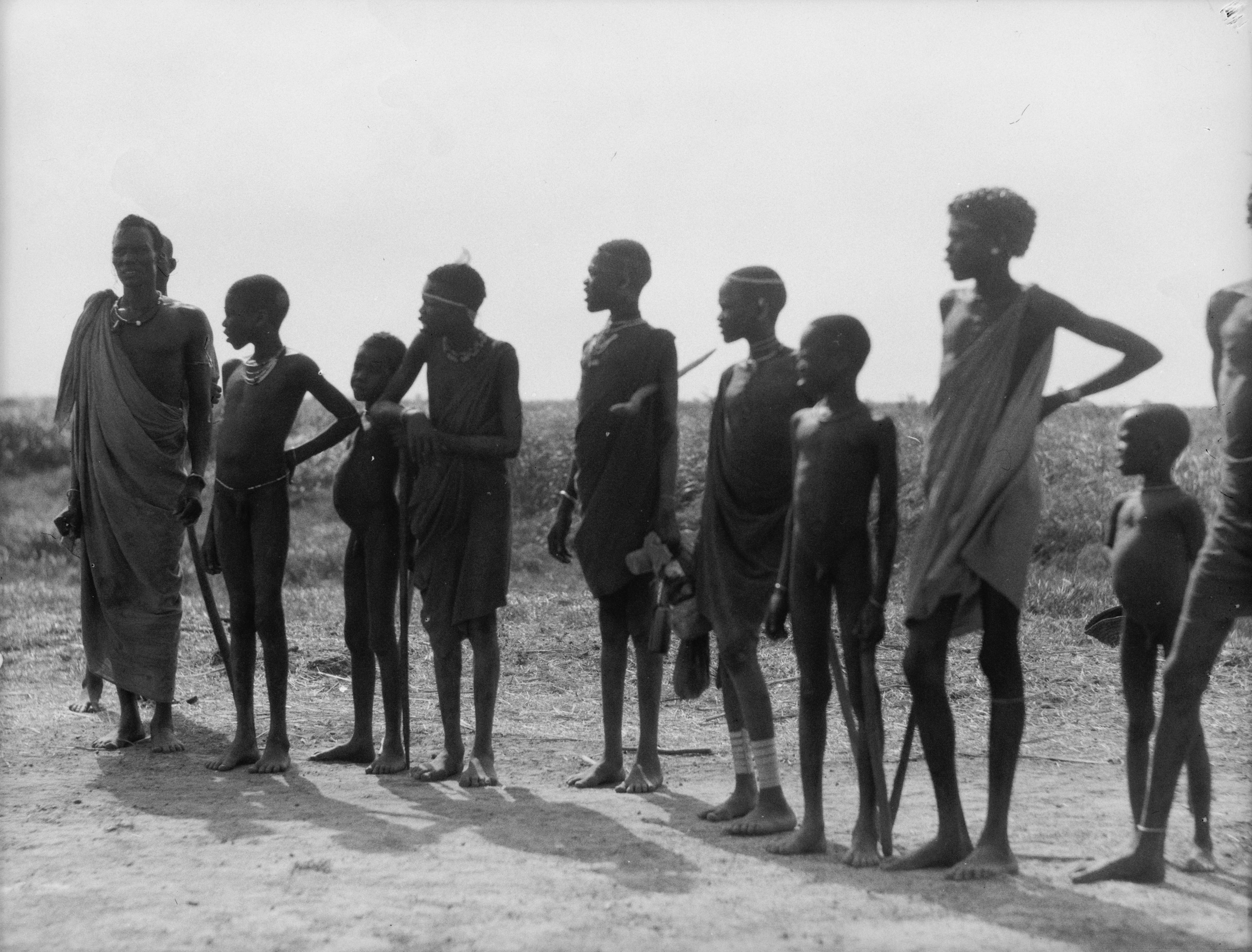
Un groupe de Shilluk à Malakal en 1936.

Duwat, tout en lançant le bâton acéré contre Nyikang, met en garde son frère. En quittant le pays de ses ancêtres, Nyikang va vers une contrée où règnent la difficulté et la mort, le bâton étant le symbole des durs travaux agricoles et du creusement des tombes. Nyikang en est bien conscient, car dans un autre exposé de cet épisode mythique, Nyikang aurait répondu à Duwat : « Les gens de mon peuple vont mourir mais avant cela, ils vont engendrer une descendance ».
Cet épisode montre que même dans le mythe, les Shilluk imaginent la succession à la charge royale comme un conflit entre les différents fils de l'ancien roi. Nyikang n'est pas l'aîné des fils du roi Okwa, et aucun récit ne rapporte qu'il a un droit supérieur par rapport aux autres princes. La royauté shilluk ignore en effet la coutume de l'ordre successoral. Tous les fils d'un roi qui a été intronisé ont le droit de devenir roi ou peuvent déposer le roi par la force des armes. Jusqu'à un passé récent, un roi shilluk ne pouvait rester en place que s'il était capable de se défendre contre ses rivaux. Pour ne citer qu'un exemple parmi tant d'autres, en 1898, les Français de la Mission Marchand arrivent à Fachoda en pleine querelle familiale, le jeune roi Kur devant faire face aux prétentions du vieux prince Tiok, fils du roi Akoc et frère du roi Yor, auquel Kur a succédé en s'alliant avec les Mahdistes.

#### Liste des compagnons d'exil
Nyikang quitte son pays natal avec plusieurs membres de sa famille. La liste de ces compagnons varie selon les informateurs, mais on peut tout de même retenir quelques noms:
- fils de Nyikang : Cal, Burro (Dak naît plus tard, durant la migration) ;
- Angwat, la belle-mère de Nyikang ;
- oncles de Nyikang : Moiny, Nyuado et Juok ;
- sœurs de Nyikang : Nyadway, Ariemker et Bunyung ;
- frère utérin : Moi ;
- demi-frère : Ju ;
- serviteurs : Obogo, Ojul, Milo.

« À la mort de Okwa, Nyikang et Duwat commencèrent sérieusement à se quereller pour savoir qui des deux allait succéder au père. La querelle prit fin quand Nyikang prit la fuite, en compagnie de ses sœurs Nyadway, Ariemker et Bunyung ainsi que de Moi, son frère utérin, et de Ju, son demi-frère. Ils prirent la fuite en direction du sud de la rivière Sobat. Ils trouvèrent le pays Shilluk habité par de méchants arabes, ils les refoulèrent et fondèrent un royaume prospère. Nyikang possédait en lui un pouvoir créateur qu'il utilisa grandement à l'avantage de son royaume. Afin de peupler plus rapidement son immense royaume, il s'ingénia à transformer en êtres humains les animaux qu'il trouva dans les forêts et les rivières. À partir de crocodiles, d'hippopotames et d'autres bêtes et vaches, il fit des hommes et des femmes. Lorsque ces derniers eurent donné naissance à de nombreux enfants, les géniteurs furent enlevés par la mort afin que leurs enfants ne soupçonnent point leurs origines animales. »

— Sir Edward von Gleichen, The Anglo-Egyptian Sudan, Résumé de la mythologie des Shilluk.

### Le pays de Dimo

#### Querelle entre Nyikang et Dimo
Après s'être fâchés avec Duwat, Nyikang et ses partisans prennent la décision de descendre le fleuve Bahr el-Ghebel. Après quelque temps, les migrants arrivent dans le pays du chef Dimo. Certains narrateurs affirment que Dimo et Nyikang sont frères, mais cette relation de parenté n'est pas confirmée par toutes les versions du mythe. Le « pays de Dimo » peut aussi prendre le nom de « pays de Turo », ce dernier étant un fils ou un descendant de Dimo. Nyikang reste dans cette contrée durant plusieurs années, le temps d'épouser une Nyidimo ou « fille de Dimo », probablement la fille du chef Turo. Cette épouse, dénommée Akec, donne naissance à plusieurs enfants, dont le turbulent Dak, successeur de Nyikang. D'une nature querelleuse, Dak entre en conflit avec tous les membres du peuple de Dimo. Quand Nyikang est informé qu'un complot vise à assassiner Dak, il décide de fabriquer une effigie à la ressemblance de son fils pour qu'elle soit transpercée à sa place par les lances des comploteurs. Cet épisode mythique est la toute première mention d'une effigie sacrée, un objet présenté comme une invention de Nyikang.

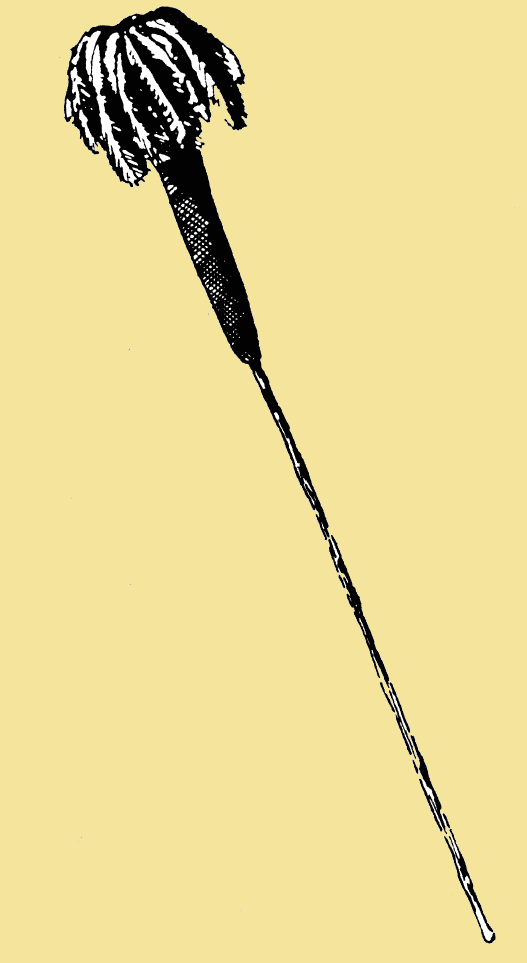
Croquis de l'effigie de Dak conservée dans le temple d'Akurwa.

Deux versions du mythe

« Et Nyikang arriva et s'installa dans le pays de Turo. C'est le pays natal de son fils Dak. Un jour, Dak décida de s'asseoir sur un gros tas de cendres et de jouer de la harpe. Mais ses oncles maternels dirent: « Le pays est-il dirigé par le seul Dak ? » Ils étaient jaloux de lui. Ses oncles allèrent aiguiser leurs lances. Mais on rapporta à Dak: « Tu vas être tué par tes oncles ! » Alors Nyikang alla chercher du bois d'ambatch. Il le tailla et en fit une figurine avec des mains afin qu'elle ressembla à la statue d'un homme. Dak arriva et s'assit au même endroit puis recommença à jouer de sa harpe. Ses oncles arrivèrent et le poignardèrent (en fait sa figurine) ; Dak retourna à son domicile sain et sauf. Nyikang arriva et dit: « Mon fils a été assassiné par ses oncles ». Ses oncles prirent peur et dirent: « Ordonne que tout homme reste chez lui durant les quatre prochains jours. Quand les quatre jours auront passé, alors nous procéderons à la danse funéraire de Dak ». Le matin après les quatre jours arriva, tous les gens arrivèrent pour danser, ils étaient un grand nombre. Subitement, Dak sortit de chez lui et alla participer à sa danse funéraire. Quand ses oncles l'aperçurent, ils prirent la fuite et le deuil prit fin. »

— Diedrich Westermann, L'antique migration de Nyikang, 1912

« Nyikang, Duwad, Ju, Okil, Otin et Moi étaient les fils de Okwa. Okwa était le fils de Omara du ciel. La mère de Nyikang était Nyikaya, l'autre épouse de Okwa était Angwat. Nyikang et Duwat étaient jumeaux, ils vivaient très loin dans le sud. Okwa disparu et son village fut déserté, les gens dirent: « Qui allons-nous élire pour être roi ? ». Une partie des gens dirent: « Nous allons élire Nyikang », d'autres dirent: « Nous allons élire Duwat ». Les choses se passèrent ainsi, une guerre éclata et les gens furent divisés. Nyikang partit et s'en alla vers le pays de Dimo. Là, il épousa la mère de Dak puis Dak fut engendré. Dak était très violent, il tua beaucoup de gens du peuple de Dimo et les Dimo dirent: « Booh ! tous les gens vont être tué ! » C'est ainsi qu'ils se mirent d'accord pour le tuer, disant: « Nous allons tuer Dak ». Un homme prénommé Obogi garda le silence alors que tout le monde avait parlé durant ce conciliabule. On lui demanda: « Ne comprends-tu pas notre discussion ? ». Il dit « Hein ? » comme une personne sourde et muette. Alors ils le frappèrent et dirent: « Ce bonhomme n'entend rien ». Alors Obogi se rendit auprès de Nyikang pour lui révéler le complot. Nyikang s'exclama: « Eh bien ! Nous allons voir ce qui va arriver ».  Alors Nyikang s'en alla chercher une figurine en bois puis la déposa à l'endroit où son fils Dak jouait de sa lyre. Quand Dak eut fini de jouer de son instrument, il envela un de ses bracelet, le mit sur sa figurine puis alla la déposer dans sa hutte. Alors les gens de Dimo arrivèrent, entrèrent dans la hutte puis transpercèrent la figurine avec leurs lances. Puis quand ils pensèrent l'avoir tué, ils dirent: « Formidable, il est mort ! ». Ils s'en allèrent. Tous les gens arrivèrent et se lamentèrent, disant: « Dak est mort ! ». Ils sacrifièrent un chien, mais quand ils eurent fini, Dak arriva alors qu'ils étaient en train de participer à sa danse funéraire. Dak arriva et ils les vit. Alors Nyikang dit: « Nous allons vous quitter, nous allons chercher un pays prospère où pousse le grain ». Alors ils partirent et arrivèrent dans l'actuel Shillukland. »

— Dr. T. Lambie, mythe collecté à Doleib Hill

#### Effigies sacrées

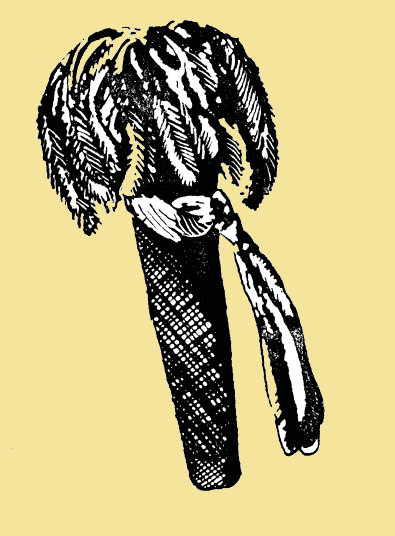
Croquis de l'effigie de Nyikang

À la mort d'un roi shilluk, l'effigie de Nyikang est détruite et une nouvelle effigie doit être fabriquée avant l'intronisation du successeur. L'effigie est une grossière statue, très rudimentaire, qui se présente comme un cylindre en bois d'ambatch d'approximativement 1,70 m de haut pour un diamètre de 55 cm au sommet et de 20 cm au pied. La figurine est habillée d'un tissu bleu et sa tête est couverte avec des plumes d'autruche noires en guise de cheveux. À son cou est nouée une pièce de tissu (bleu ou noir selon les jours), comme une sorte de cravate aussi longue que le corps. Chaque fils de Nyikang dispose de sa propre représentation symbolique. Celle de Dak est un cylindre de moindre volume, 80 cm de haut pour un diamètre de moins de 13 cm. Cependant, elle est fixée sur un long bâton de bambou de 2,50 m de long, ce qui fait que sa hauteur totale approche les 3,30 m. Sa tête est elle aussi ornée de plumes d'autruche noires, mais en moindre profusion. Cal, l'autre fils de Nyikang et le demi-frère de Dak, est quant à lui représenté par une corde torsadée coiffée avec des plumes grises d'une autruche femelle. Les figurines sont conservées dans la localité où Nyikang a mystérieusement disparu, dans le temple d'Akurwa, par le clan des Nyikwom ou « enfants du trône ». En temps normal, les effigies ne sortent pas de leur sanctuaire, sauf lors de quelques rares célébrations ; leur fonction vivificatrice est surtout apparente durant la toute fin de la période de l'interrègne. L'intronisation vise à transmettre au nouveau roi l'esprit divin de Nyikang. L'effigie qui représente Nyikang renferme son esprit et quand le prince héritier entre en son contact, l'esprit de Nyikang entre dans son corps et ne le quitte plus jusqu'à son décès. D'une manière plus générale, les Shilluk pensent que l'âme humaine peut passer dans un bout de bois d'ambatch. Quand un Shilluk meurt loin de chez lui, ses proches font passer son âme dans une pièce d'ambatch puis l'emportent dans son village afin que l'âme soit enterrée près des siens et puisse bénéficier d'un culte familial.

### Traversée du Sudd
Ayant été obligés de quitter le pays de Dimo à la suite de la tentative de meurtre sur Dak, Nyikang et ses partisans décident de poursuivre leur migration vers le nord. Le groupe arrive alors devant les marécages du Bahr el-Ghazal (la rivière aux gazelles) à l'ouest du lac No. La traversée de cette zone humide constituée d'îlots inondables et d'amoncellements de roseaux ne s'est pas faite sans difficulté. La tradition rapporte que pour assurer une heureuse traversée à son maître, le serviteur Obogo s'est porté volontaire en tant que victime d'un sacrifice humain. Par son seul nom, Obogo est présenté comme un être hors normes, son patronyme signifiant « albinos ». Quelques versions vont plus loin encore en le dépeignant comme un être fabuleux, mi-homme, mi-poisson.

« Durant sa migration, Nyikang et ses partisans arrivèrent devant la rivière Atulfi. Nyikang trouva la rivière totalement encombrée par des plantes arrachées et charriées par les eaux du Sudd. Ainsi Nyikang ne trouva pas de passage pour traverser. Mais un certain homme, un albinos lui dit :

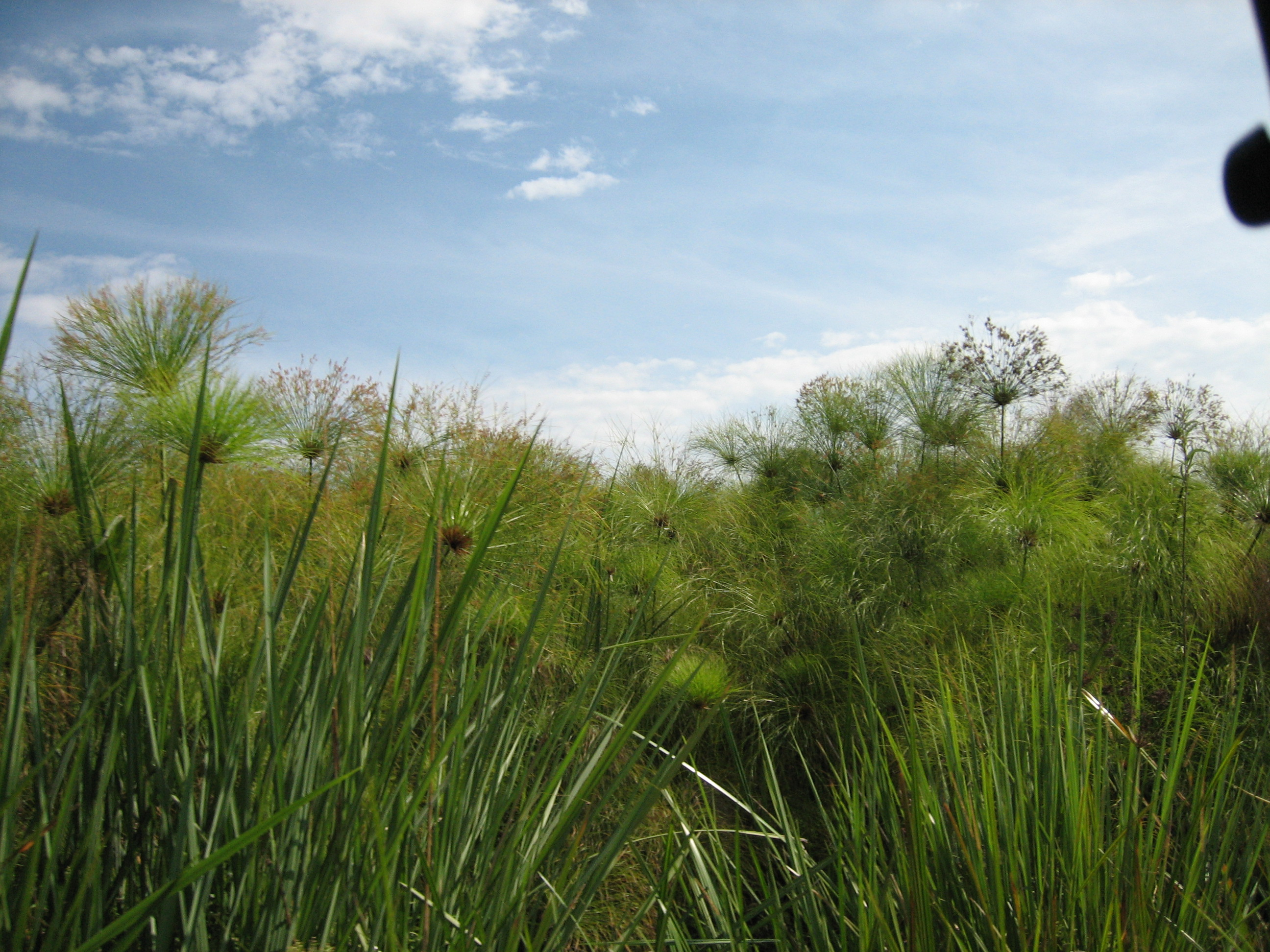
Encombrement de papyrus et de roseaux

« Nyikang, pourquoi t'arrêtes-tu ? Est-ce parce que tu ne trouves pas de passage ? ».
Nyikang répondit : « Oui, je ne vois aucun endroit où passer ».
L'homme dit : « Laisse-moi finir de manger, puis je viendrai. Fais que je sois tué par une lance et que mon sang se répande dans la rivière. C'est comme cela que le marais du Sudd peut s'ouvrir ».
Nyikang transperça l'homme, son sang s'écoula dans la rivière et le Sudd s'ouvrit. C'est ainsi que Nyikang trouva un passage. »

— Diedrich Westermann, L'homme qui se sacrifie, 1912.
En réussissant à traverser ce marécage, Nyikang se vit gratifié de l'épithète de jal falugo, c'est-à-dire « l'homme qui a traversé la rivière Falugo ». La rivière Falugo (variantes : Faluko, Faloko) est le nom en langue shilluk du Bahr el-Ghazal. Il semble que l'hydronyme shilluk tire son origine de pa lugo, une contraction de l'expression pac e ya logo qui signifie « ma contrée est de l'autre côté du fleuve »,.

### Razzia au Pays du Soleil

#### Pastoralisme et violence

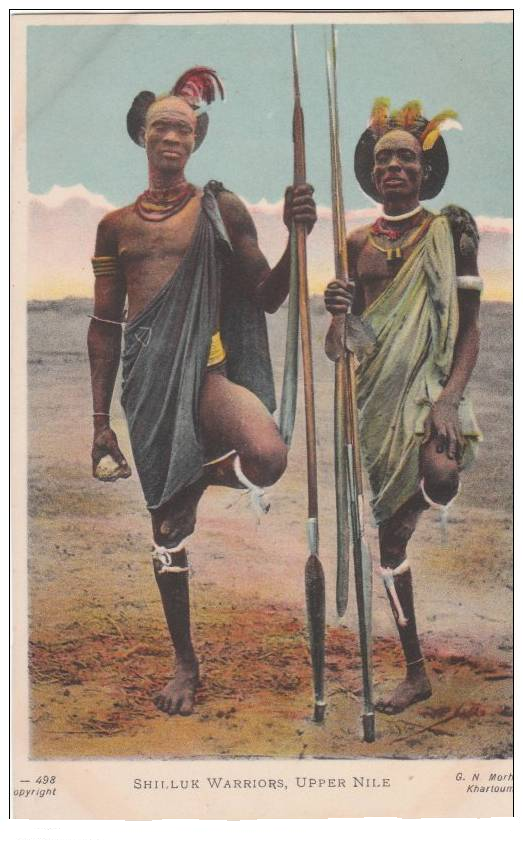
Deux guerriers Shilluk dans la position de l'échassier, posture traditionnelle adoptée durant la surveillance du bétail. Carte postale ancienne colorisée. Vers 1910.

Comme pour d'autres ethnies de l'Afrique nilotique (Dinka, Nuer, Nyangatom), le mode de vie traditionnel des Shilluk est basé sur des relations quasi-symbiotiques avec leurs troupeaux de bovidés. Pour un chef de famille, la possession d'un large cheptel est une bénédiction et un marqueur social d'importance. Bien plus sédentaires que d'autres ethnies pastorales, les Shilluk pratiquent largement la culture vivrière des légumineuses et des céréales, plus particulièrement le durra, une variété locale du millet. Contrairement à l'élevage, l'agriculture n'est pas auréolée d'un très fort symbolisme identitaire. Les vaches sud-soudanaises se rapprochent physiquement des zébus. Elles sont trapues, avec une large bosse de graisse dans la nuque, leur tête ornée de deux longues cornes. Un très riche vocabulaire (plus de quarante noms) sert à différencier les vaches selon la physionomie de leur pelage et de leur cornes. Très jeunes, les hommes apprennent le maniements des armes (autrefois la lance et la massue, aujourd'hui les armes à feu) dans le but de protéger le cheptel, l'accès à l'eau et les zones de pâturages. Le mariage, s'il peut être d'amour, est avant tout une longue séance de négociation entre deux familles, la jeune fille étant échangée contre du bétail. Le plus souvent, le couple vit ensemble avant le paiement complet de la dot par l'époux à la belle-famille. Des conflits très violents peuvent surgir entre deux familles si l'époux manque à sa parole. Comme le père conserve la propriété de sa fille jusqu'au règlement final de la dot, il peut en cas de manquement s'estimer en droit de la reprendre à l'époux, si nécessaire par la force des armes, afin de la monnayer avec un meilleur parti. À ce type de rivalités interfamiliales s'ajoutent des rivalités interclaniques et interethniques au sujet du bétail et de ses lieux de subsistance. D'une nature belliqueuse, les ethnies n'hésitent pas à s'affronter entre elles à ce propos. Au Soudan du Sud, l'avancée progressive des Nuer et des Murlé en territoire anyuak depuis le début du XIXe siècle est sûrement l'exemple le plus frappant de tous les conflits de ce genre, tout en signalant que les Nuer et les Murlé rivalisent violemment entre eux. Dans le Shillukland, les haines ancestrales s'exercent principalement entre Dinka, Shilluk et tribus arabes nomades. Les problèmes de pillage sont fréquents et les questions de droits de pâture ou d'accès à l'eau sont hautement litigieuses.

#### Structure du mythe
Reflet de la mentalité pastorale et guerrière des Shilluk, l'affrontement mythologique entre Nyikang et le Soleil (Čang en langue shilluk) se présente comme un conflit armé entre deux ethnies voisines mais rivales, Nyikang enviant l'opulence du Soleil. Le mythe Shilluk est somme toute assez similaire au dixième des Douze Travaux assignés à Héraclès, le demi-dieu des anciens Grecs, obligé de voler au bouvier Eurytion les magnifiques vaches du troupeau de Géryon d'Érythie, le souverain d'une contrée du bout du monde. L'histoire shilluk dédouble toutefois le personnage d'Héraclès par la présence conjointe de Nyikang et Dak.
Comme toutes les autres aventures de Nyikang, le mythe de la razzia du Pays du Soleil est connu par des versions orales plus ou moins concordantes entre elles. Selon certains narrateurs, l'origine du conflit réside dans la spoliation par Garo, fils et bouvier du Soleil, d'une vache du troupeau de Nyikang. Bafoué dans son honneur, Nyikang ordonne à Dak de monter une armée afin de la récupérer par la force des armes. Selon d'autres, le bouvier a réussi à ramener la vache et, de retour auprès de Nyikang, il émerveille ce dernier par sa description du Pays du Soleil (ou énerve Dak en parlant flatteusement de Garo). Les narrateurs se rejoignent toutefois quant au duel entre Garo et Dak, toujours gagné par ce dernier, et sur le duel entre le Soleil et Nyikang, le héros shilluk parvenant toujours à éloigner (ou à éteindre) le Soleil. Garo mutilé et le Soleil en fuite, l'intervention armée shilluk se solde finalement par la razzia du Pays du Soleil, les Shilluk emportant avec eux les deux principales richesses de la contrée, les vaches et les femmes. En mettant de côté les principales divergences, la trame de cette aventure mythologique s'articule autour de cinq événements majeurs :
- la découverte du Pays du Soleil par le bouvier de Nyikang errant à travers le monde à la recherche d'une vache fugueuse[n 9] ;
- le duel entre Dak et Garo, respectivement les fils de Nyikang et du Soleil, Dak parvenant à vaincre son rival ;
- l'extermination de l'armée de Dak par le Soleil en colère, les guerriers succombant à la canicule ;
- la victoire personnelle de Nyikang sur le Soleil en lui jetant une hache en pleine face ou en lui coupant les pieds avec de l'eau ;
- l'instauration d'un ordre social nouveau dans le cadre d'une paix conclue entre les deux parties[64].

#### Le bouvier de Nyikang
Si certaines versions s'attardent plus sur les faits d'armes de Dak et de Nyikang, d'autres insistent bien plus sur la découverte du Pays du Soleil par le bouvier de Nyikang, courant des mois durant après une vache fugueuse. Tel est le cas de la version présentée ci-dessous. Le narrateur expose les quatre premiers événements du mythe, mais tronque son récit en oubliant le dénouement final, le retour de Nyikang dans le Shillukland :

« (...) Alors Nyikang partit et arriva près des eaux d'une rivière, le nom de cette rivière est Faloko. Des gens arrivèrent et colonisèrent cet endroit. C'est à cet endroit qu'une vache prit la fuite, une vache du troupeau de Nyikang, à cause de ses veaux, ses veaux ayant été transpercés par Nyikang. Toutes les fois que Nyikang fondait un nouveau village, il sacrifiait un veau. La vache partit au loin et arriva dans le pays du Soleil. Alors Ojul (le faucon gris) se mit à la rechercher. Il la trouva finalement parmi le troupeau du Soleil.

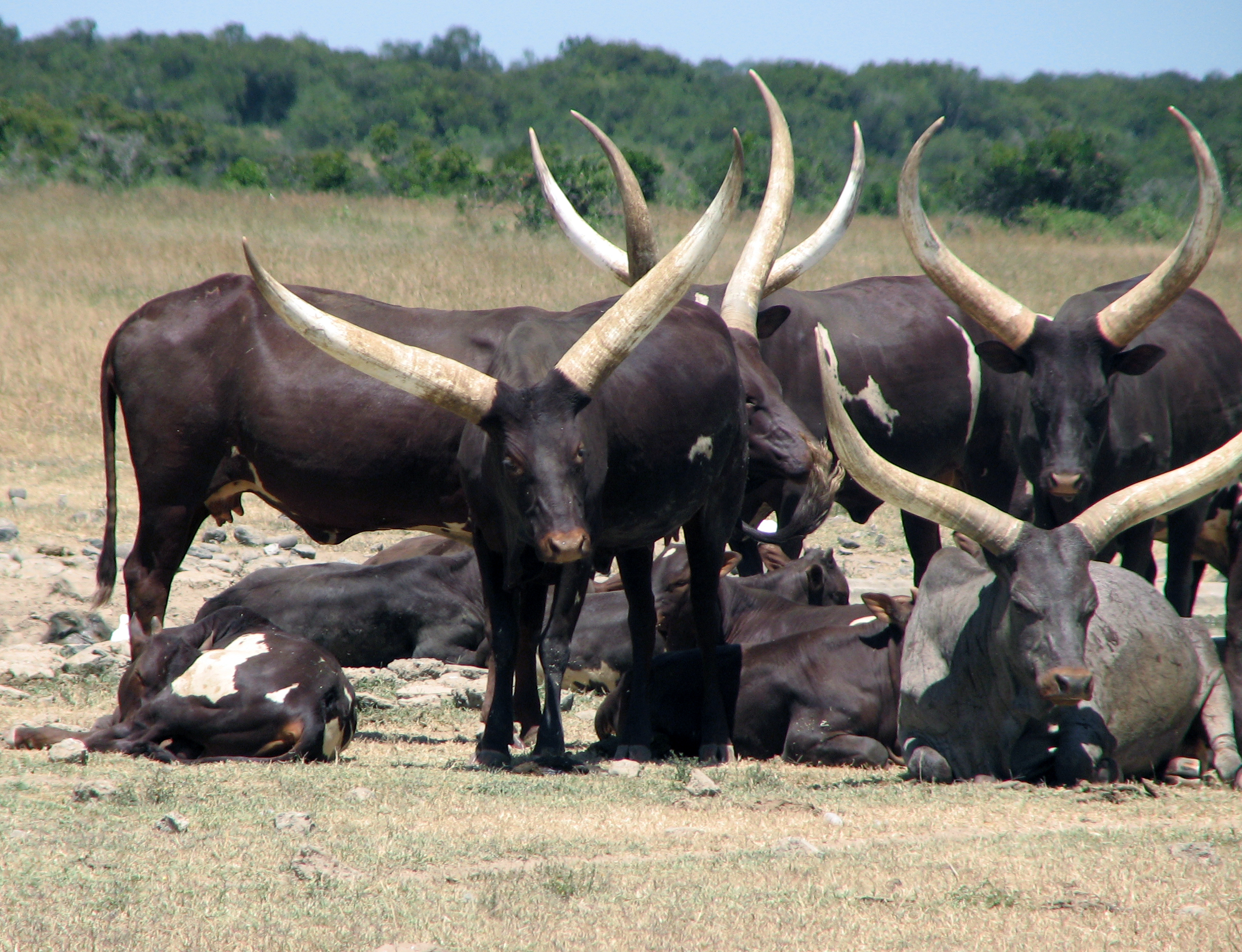
Troupeau de vaches africaines

Ojul dit: « Je suis à la recherche d'une vache »

Garo, le fils du Soleil, lui répondit: « Homme, que recherches-tu ? »

Ojul répéta: « Je recherche une vache. »

Garo lui demanda: « Quelle vache ? »

Ojul répondit: « La vache de Nyikang »

Garo demanda encore: « D'où vient cette vache »

Ojul répondit: « Elle vient du pays de Nyikang »

Garo mentit en disant: « Sûrement pas ! La vache de Nyikang n'est pas ici. »

Alors Ojul retourna auprès de Nyikang et dit à son maître: « Ô  Nyikang, j'ai retrouvé ta vache ! Elle a rejoint le troupeau d'un homme, il est effroyablement grand, il a la même taille que Dak, il porte des bracelets d'argent à ses poignets. »

Nyikang ordonna à son fils: « Lève une armée et ramène ma vache ! »

Dak se mit en route. Il attaqua Garo et le jeta à terre. Il lui trancha les deux poignets et lui vola ses bracelets. Après cela, Dak chassa tous les guerriers de l'armée ennemie. Dak arriva ensuite devant le Soleil. Mais l'armée de Nyikang fut mis en déroute et entièrement massacrée. Alors Nyikang décida d'affronter lui-même le Soleil. Il se saisit d'une hache et la jeta à la face du Soleil. Nyikang toucha le Soleil qui décida de remonter dans le ciel. Nyikang prit ensuite un bracelet puis toucha avec tous les guerriers morts de son armée. Tous retournèrent ainsi à la vie. (...) »

— Diedrich Westermann, Son Combat contre le Soleil, 1912.

#### La défaite du Soleil
Dans la version exposée ci-dessus, le bouvier s'incarne dans la personne d'Ojul, un homme qui a décidé de suivre Nyikang depuis sa dispute avec Duwat. Dans d'autres versions, Ojul est remplacé par son fils Milo. La tradition considère ces deux individus comme les fondateurs du Kwa Ojul, « les descendants d'Ojul », le clan chargé de livrer une vache brune à chaque nouveau roi shilluk, l'animal étant sacrifié peu avant l'intronisation. L'extrait suivant est tiré d'un article publié en 1918 par le révérend D. S. Oyler. Dans ce condensé des mythes shilluk, Milo apparaît comme étant le bouvier envoyé après la vache fugueuse. De retour auprès de Nyikang, Milo décrit le pays du Soleil comme un lieu où l'astre se rafraîchit dans sept étangs successifs. Il lui parle ensuite de la puissance de Garo :

« (...) Milo retourna auprès de Nyikang et le roi lui demanda où il avait trouvé la vache, il répondit: « Dans le Pays du Soleil. » Nyikang fut très étonné de la réponse et demanda: « Le Soleil a un pays ? » et Milo répondit: « Oui, et il a un fils prénommé Garo qui est tout aussi fort que ton fils Dak. » En entendant ces mots, Dak fut très mécontent d'apprendre qu'il pouvait exister un rival d'une égale valeur que la sienne. Sur le champ, Dak décida de se mesurer à Garo dans un combat singulier. Il fit venir ses guerriers et tous partirent pour le Pays du Soleil. Quand Nyikang apprit que Dak s'était mis en tête d'affronter le Soleil, il s'inquiéta au sujet de la vie de son fils et se décida de l'aider. Nyikang prit le même chemin, accompagné de plusieurs de ses épouses, certaines transportant des jarres d'eau, d'autres de longues tiges d'herbe. Quand Dak arriva dans le Pays du Soleil, il rencontra deux des épouses de Garo et leur fit l'amour. Elles lui demandèrent s'il avait peur de Garo mais il répondit que non. Peu après Garo apparut et le duel commença. (...) Ils s'élancèrent l'un contre l'autre, mais Dak jeta Garo à terre. Garo avait à l'un de ses poignets un bracelet en argent. Dak se mit à le convoiter. Comme il ne réussit pas le retirer du poignet, il coupa le pouce de Garo afin de réussir à s'en emparer (d'autres disent qu'il lui a coupé la main). Depuis le ciel, après avoir vu le combat, le Soleil se mit en colère et descendit porter assistance à son fils. Quand Dak constata qu'il s'était mis dans une situation difficile, il décida de battre en retraite. Une grande chaleur s'abattit sur ses guerriers. Dak était en train de fuir quand il aperçut que Nyikang venait à son secours. Nyikang prit un long faisceau d'herbe et le trempa dans de l'eau. Il prit position puis ordonna au Soleil de repartir, le menaçant de lui couper les pieds. Certains affirment que le Soleil se retira mais d'autre disent que Nyikang lui a coupé les pieds (ses rayons) et qu'il est tombé sur la Terre en se vautrant sur le sol. Nyikang ordonna à Milo: « Je suis occupé à combattre le Soleil, prends de l'eau et revivifie tous ceux qui sont morts. » Milo aspergea tous les guerriers de Dak et tous retournèrent à la vie.

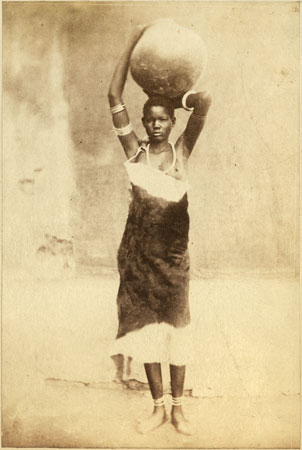
Jeune fille Shilluk portant une jarre, photographie de Richard Buchta.

L'issue de la bataille se solda pour Nyikang et Dak par un gros succès. Ils s'emparèrent des huit épouses du Soleil ainsi que d'un nombre considérable de vaches. Mais il y eut des conséquences moins heureuses. Le Soleil était très mécontent, il alla voir Dieu et lui dit: « Ne m'as-tu pas chargé de gouverner le monde ? Mais comment puis-je gouverner le monde quand Dak coupe les mains à mon fils et quand Nyikang me coupe les pieds ? » Dieu lui répondit qu'il allait réfléchir à la question. Un jour Dak était à la chasse. Il arriva près d'un grand arbre situé dans une grande plaine. Beaucoup d'animaux s'y étaient rassemblés. Une voix ordonna à Dak de chercher son père. Quand Nyikang fut là, Dieu lui annonça qu'il devait verser des dédommagements pour avoir osé faire la guerre au Soleil. Dieu dit qu'à cause de cette guerre, les Shilluk devaient payer des impôts au gouvernement. (...) »

— Rév. D. S. Oyler, Nyikang et la migration des Shilluk, 1918.

#### Analyse
Lorsque Wilhelm Hofmayr résume et commente le mythe shilluk en 1925, il suppose qu'il s'agit du récit enjolivé d'une expédition guerrière réelle menée par les Shilluk sous le règne du roi Dak. Afin de procurer à son peuple des métaux précieux, Dak serait parti de Wipac, une zone marécageuse située à l'ouest du Bahr el-Ghebel, aurait pris la direction de l'est, puis serait finalement arrivé dans une contrée habitée par les Galla, dans l'actuel sud-ouest éthiopien, une région connue pour ses riches gisements d'argent-métal. Wilhelm Hofmayr a élaboré cette hypothèse en partant d'un rapprochement phonétique. Les récits shilluk désignent le lieu d'arrivée sous le toponyme de pwot yielcanggaro, le « pays des bracelets argentés ». Selon lui, le terme Canggaro tire son origine du nom d'un sous-groupe galla connu sous les ethnonymes de Yangaro et Tṥangaro (les actuels Yemma), les habitants du Djindjiro, un royaume montagneux et enclavé annexé par l'Abyssinie en 1894.

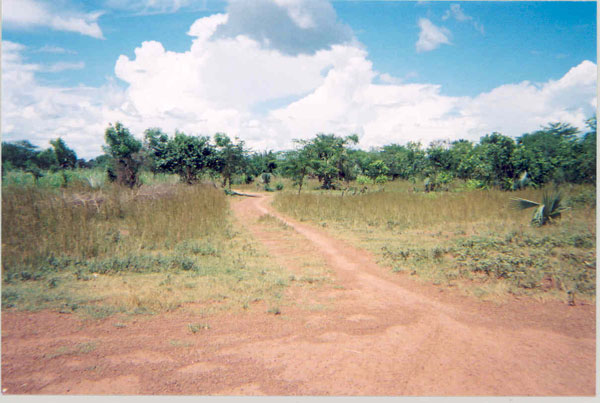
Paysage de la savane sud-soudanaise

Un quart de siècle plus tard, Godfrey Lienhardt réfute implicitement cette hypothèse en replaçant le mythe de l'invasion du Pays du Soleil dans le cadre idéologique qui l'a vu naître. Les mythes shilluk, à l'instar de ceux des autres ethnies sud-soudanaises, s'ils fourmillent d'imagination, ne se caractérisent pas par un contenu symbolique très élaboré. Les questions fondamentales comme l'origine de l'ethnie, des clans, des techniques et des coutumes ne sont pas abordées dans de savantes spéculations cosmologiques mais dans des récits historisants, les faits et gestes de Nyikang et de Dak, les deux premiers rois, constituant le point de départ du monde social organisé. Même dans le Pays du Soleil, les deux héros shilluk n'évoluent pas dans un monde à part mais dans un paysage semblable à celui de l'actuelle savane africaine, l'année étant ponctuée par les débordements des fleuves durant la saison des pluies et par la sécheresse des sols durant la saison chaude. Dans l'aire soudanaise, la canicule culmine à la fin de la saison sèche juste avant l'apparition des premières pluies de la saison humide (entre mai et septembre), la pluie semblant venir à bout de la puissance du Soleil. Dans sa guerre contre le Soleil, Nyikang démontre son caractère de divinité aquatique. Il parvient d'abord à chasser le Soleil en l'aspergeant avec de l'eau puis à revivifier ses guerriers assommés par la chaleur torride diffusée par l'astre en colère. La guerre contre le Soleil et la traversée du Sudd constituent les deux plus grands symboles de la pensée cosmo-mythologique shilluk. Nyikang est réputé avoir apporté la pluie sur le Shillukland et, par là même, avoir revivifié le sol des champs desséché par la chaleur. Traditionnellement, durant les mois secs, les troupeaux et leurs gardiens se réfugient au plus près du Nil Blanc, sur ses innombrables îles herbeuses, voire sur sa rive orientale. Avec le retour de la pluie, les hommes quittent ces pâturages et reviennent chez eux avec leurs troupeaux, sur la rive occidentale, pour cultiver les champs de millet. Dans ce sens, la soumission du Soleil et la traversée du fleuve, les deux plus grands exploits de Nyikang, se réactualisent chaque année dans la vie des Shilluk.

#### Variantes sud-soudanaises
En 1923, après avoir étudié les mythes de l'ethnie Nuer, H. C. Jackson rapproche Garo, le fils du Soleil, de Garung, le dieu nuer dont le nom signifie, d'après lui, « nénuphar » ou « graines de nénuphar », et qui se trouve être l'époux de la déesse Akol, « le Soleil ». À la mort de Garung, ses deux fils Nuer et Deng, respectivement les ancêtres des Nuer et des Dinka, se disputent au sujet d'un veau laissé en héritage à Nuer. Deng spolie Nuer de son veau et, depuis lors, les deux ethnies se livrent à des pillages réciproques. Le même auteur ajoute que le prénom Garung est souvent attribué aux enfants nuer nés lors des périodes de sécheresse et de famine, moments où il ne reste plus que les nénuphars comme nourriture végétale comestible.

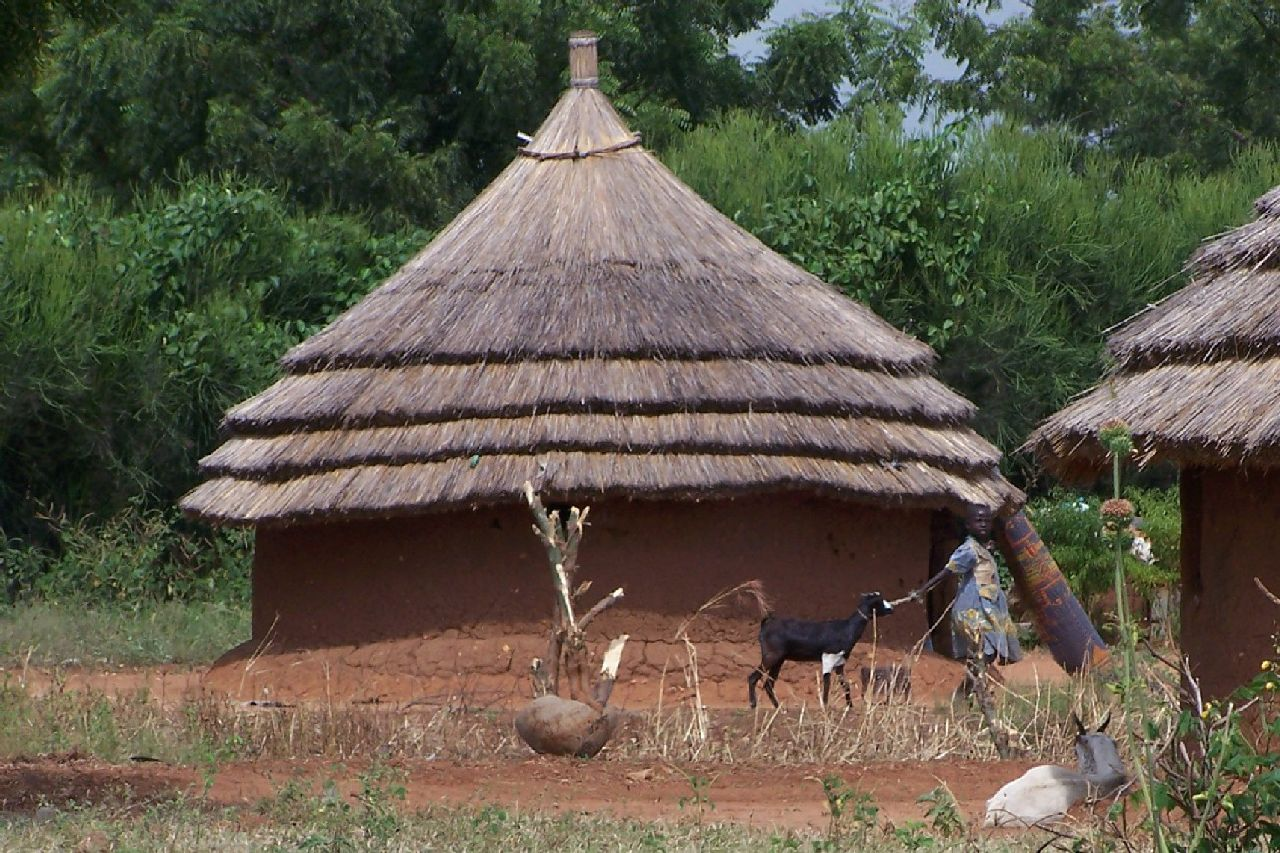
Hutte Dinka à Djouba

En 1954, Godfrey Lienhardt, spécialiste des mythes dinka, signale que les Dinka occidentaux installés dans la région du Bahr el-Ghazal connaissent le mythe shilluk sous différentes variantes. En 1980, Francis Mading Deng publie une de ces histoires après l'avoir récoltée auprès d'un dignitaire du sous-groupe Bor. Dans les temps anciens, le héros Ayuel Longar est en conflit avec Padiet au sujet du commandement de l'ethnie. Pour trancher cette question, il envoie un messager auprès du Soleil. Ce dernier offre à l'envoyé deux plats de nourriture en disant que celui qui arrivera à manger toute la nourriture deviendra le chef. Au bout de quatre jours, repu et las, Ayuel jette le plat. Insulté et en colère, le Soleil se met à poursuivre Ayuel à travers une étable à huit portes (début de la course solaire). Dépité de ne pouvoir attraper Ayuel, le Soleil se rend auprès de la Lune pour trouver des conseils. Finalement, la Lune jette une lance depuis le ciel lors d'un orage et transperce la tête d'Ayuel. Mort sans vraiment l'être, Ayuel est enterré sur place et une étable sacrée est construite sur sa dépouille.
En 1994, le Suisse Conradin Perner fait connaître un mythe anyuak où deux clans cherchent à posséder une riche contrée agricole située au pied d'un gigantesque arbre qui relie le ciel à la terre. Plus proche de nous, en 2011, il rapporte un mythe qui met en scène les Nuer dans une razzia pleine de succès dans le mystérieux Pays des Chiens. Or, ce même pays est connu par les Shilluk comme étant celui du dieu créateur Jwok, le chien blanc étant une de ses apparences pour réclamer une compagne humaine auprès de l'épouse d'un roi shilluk anonyme.

### Fondation du Shillukland

#### Origines des lignages
Les Shilluk sont divisés en une centaine de clans ou groupes désignés sous le terme Kwa (descendants) suivi du nom de l'ancêtre du groupe, Kwa Okati, Kwa Okono, etc. À ce jour, la plus longue liste (74 clans) reste celle qui a été élaborée par le révérend D. S. Oyler durant sa mission à Doleib Hill et publiée en 1912 par le linguiste allemand Diedrich Westermann. Ces groupes sont souvent décrits comme des clans exogames, mais dans les faits il ne s'agit que de simples lignages basés sur une descendance en ligne masculine. En dehors du Kwa Reth, les descendants directs de Nyikang (la famille royale), de nombreux lignages Kwa se rattachent à Nyikang à travers le mythe. Certains lignages font remonter leur généalogie jusqu'à ses compagnons d'exil, à ses collatéraux, à ses serviteurs ou aux premiers occupants qu'il a conquis. Nyikang, en tant que premier roi, fondateur de la nation Shilluk et esprit immortel, est le symbole de la permanence de l'institution monarchique, un lien entre les générations du passé et du présent. Les chefs de ces lignages ont des devoirs envers la monarchie, ils doivent participer aux cérémonies de l'intronisation, reconstruire les huttes des sanctuaires ou fournir des biens au roi (lances, bovidés, femmes, etc.).

#### Quelques ancêtres

##### Ojul
Le Kwa Ojul ou Kwa Ajal, « les enfants d'Ojul », est un clan qui a pour fondateurs les bouviers Ojul et Milo (père et fils), le fils ayant dénommé le clan d'après le nom de son père. Ce groupement familial est tenu par la tradition d'offrir une vache brune à chaque futur roi lors de son séjour à Debalo. L'animal est ensuite sacrifié, peu avant l'intronisation, sur la route qui conduit le prince à Fachoda. Selon une version du mythe évoquée en 1912 par Diedrich Westermann, Ojul a suivi Nyikang dans son exil après sa dispute avec le roi Duwat. La version du mythe de la razzia du Pays du Soleil compilée en 1918 par le révérend D. S. Oyler (voir ci-dessus) se conclut par une sentence prononcée par le dieu Jwok en la défaveur des Shilluk, les descendants des pillards étant condamnés à payer des taxes à leurs dirigeants. Une variante publiée dès 1910 par Wilhelm Hofmayr ne fait pas intervenir le dieu Jwok dans le règlement du litige mais donne une large place à une femme que Dak a capturée dans le Pays du Soleil. Cette femme, dont le prénom n'est pas communiqué, devient ici la première reine du royaume shilluk en consentant à épouser le prince Dak grâce à l'entremise de Nyikang qui accepta lors de la négociation matrimoniale de se délester d'une partie de ses biens. D'après cette version, les Kwa Ojul ont une ascendance solaire car, à l'instar de la première reine, leurs ancêtres sont des prisonniers capturés par Nyikang lors de la razzia du Pays du Soleil. Le récit encode une série d'événements fondateurs et se présente comme la charte mythique de la monarchie shilluk : origine fabuleuse du troupeau royal, des femmes de haut rang et d'un des plus importants clans, origine des régalia, à savoir les bracelets en argent portés aux poignets par les souverains shilluk, origine des lances sacrificielles conservées dans les temples, origine des guerres interethniques, origine des pillages et des rapts perpétrés par les Shilluk sur leurs propres terres et au dehors en prélude d'une intronisation, etc.  

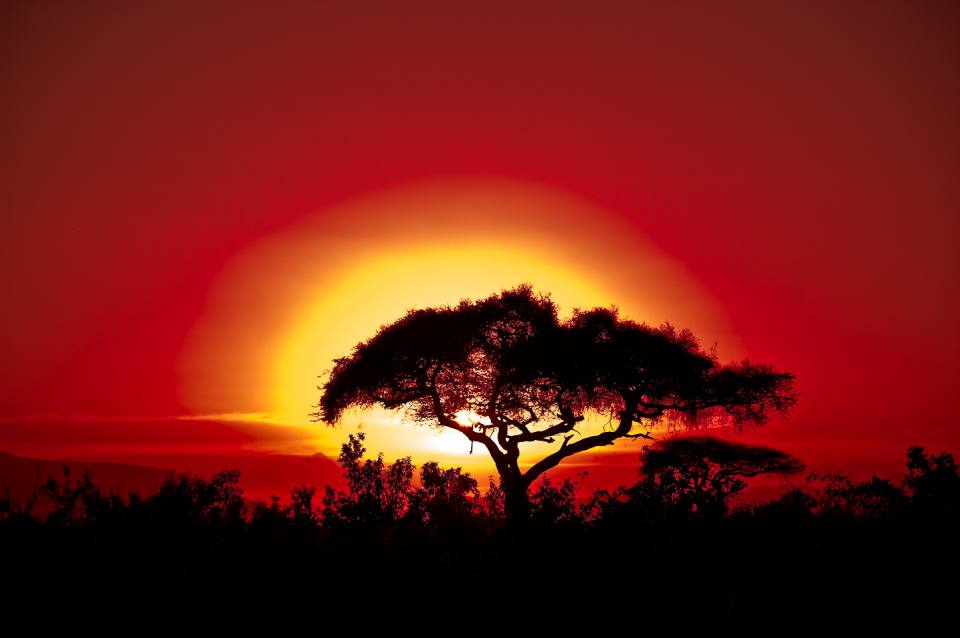
Coucher de soleil sur la savane africaine

« (...) Nyikang arriva enfin dans cette merveilleuse contrée ; en vérité, il aperçut de nombreux troupeaux dans les pâturages ainsi que de nombreux jeunes hommes ornés de bracelets et de cannes en argent. Nyikang et Dak entrèrent dans une hutte où s'affairait une jeune femme. Elle était si belle que les deux héros Shilluk n'en revenaient pas. Dak demanda à la femme si elle voulait bien l'épouser et si elle voulait le suivre dans le Shillukland. Horrifiée, la femme sursauta et maudit les deux hommes, noir de peau et sans bijoux. Dak lui répondit: « Certes, nous sommes noirs et sans bijoux. Mais tu vas bientôt constater que nos armes sont bien plus efficaces que celles de tes guerriers et que nous sommes digne de te demander ta main. » La femme leur indiqua alors l'endroit où son époux et ses bouviers avaient emmené paître le troupeau. Nyikang et Dak se tournèrent vers cet endroit. C'était l'heure où les bestiaux s'en revenaient des pâturages. Les hommes, magnifiquement parés de leurs bijoux en argent, suivaient le troupeau. Dak qui convoitait tant ces objets se mit à aller à rencontre des hommes. Aussitôt, un grand combat se déclencha. L'homme avec les lourds bracelets en argent fut soumis et Dak s'empara de tous ses biens. Dans le feu de l'action et parce qu'ils étaient très près du Soleil, beaucoup de Shilluk tombèrent à terre. Nyikang fit apporter de l'eau et aspergea tous ses guerriers. Tous revinrent à eux. Il aspergea même le Soleil pour qu'il ne brûle plus aussi fort. De suite, il se mit à rayonner moins fortement. En fin de compte, les Shilluk furent les vainqueurs et s'emparèrent des bestiaux et des hommes. Les gens qui ont été déportés de cet endroit sont les Kwa Ojul. De retour au Shillukland, Dak paré des bijoux qu'il avait volés, tenta de se rapprocher de la jeune femme. Mais, de nouveau, il fut éconduit. Humilié, il ne fit plus de demande à cette femme. Nyikang proposa à la captive des vaches et des bœufs de son pays mais elle les refusa. Il lui proposa des femmes Shilluk pour servantes, mais elle les refusa. Nyikang lui proposa le droit de prélever sur l'ensemble du Shillukland, à l'occasion de chaque intronisation, un certain nombre de jeunes filles ainsi que des lances, de la graisse et des moutons. Finalement, elle donna son consentement en échange de cette dotation. (...) »

— Wilhelm Hofmayr, L'origine lointaine des Kwa Ojul, 1910.

##### Nyikwom
Le Kwa Nyikwom, « les enfants du trône », connu par D. Westermann sous les noms de Kwa Mal « enfants du ciel » et Kwa Lek « enfants du pilon », a été fondé par deux esprits célestes, un homme et une femme. Ce couple s'est disputé dans le ciel au sujet d'un pilon servant à moudre les céréales, et l'a fait tomber à terre à Malakal. Nyikang a capturé ces esprits quand ils sont descendus chercher le pilon. La femme a enseigné aux Shilluk comment brasser la bière, puis est retournée dans le ciel, laissant derrière elles ses enfants. Ce petit mythe est très proche d'un épisode de la vie de Garang et Abuc, le couple primordial du peuple Dinka maudit par Dieu après ne plus s'être contenté d'une seule graine en guise de repas quotidien. Les Nyikwom sont les prêtres de Nyikang à Akurwa. En temps ordinaire, ils sont chargés de veiller sur les effigies sacrées. Avant l'intronisation, ils les convoient martialement en procession vers Fachoda. Sur le chemin, ils éloignent les intrus avec des fouets sacrés.

##### Ju
Le Kwa Ju (ou Kwa Jok) a été fondé par Ju, le demi-frère de Nyikang. Le prince Ju est le fils du roi Okwa et de Angwat (sœur de Nyikaya, mère de Nyikang). Ce clan est chargé de reconstruire les trois huttes du sanctuaire du roi Dak à Filo, la reconstruction étant inaugurée par le sacrifice d'une vache tuée par un demi-frère du roi régnant.

##### Kelo
Le Kwa Kelo a été fondé par Okelo, un serviteur de Nyikang. Le clan est installé à Panyikang. Okelo est un Nouba de la région du Kordofan qui a épousé une des sœurs de Nyikang. Il a enseigné aux Shilluk à fabriquer la boue des pierres-tuki. Le tuki est constitué de trois petits piliers en boue disposés en triangle, et sert à maintenir droits les ustensiles placés sur le feu de la cuisine. Avant cette découverte, les Shilluk devaient creuser un trou dans le sol pour y allumer un feu. Le Kwa Tuki du village de Dedigo a pour ancêtres des gens que Nyikang a trouvés dans les eaux d'une rivière ; ils sont les gardiens d'un troupeau de vaches consacrées à Nyikang.

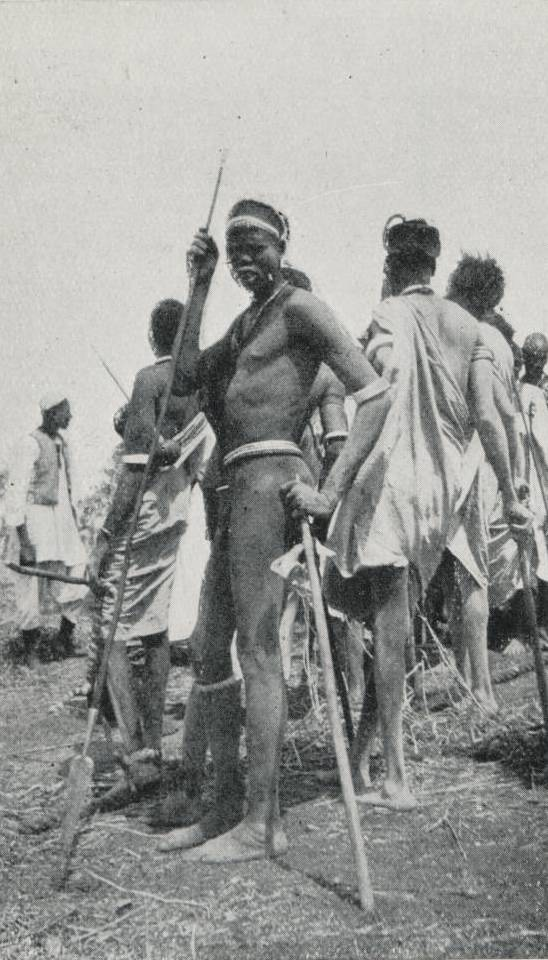
Guerriers Shilluk en 1906

##### Okelo
Le Kwa Okelo (le même que le précédent ?) est chargé d'offrir la Nyakwer, une jeune fille de dix-douze ans, au nouveau roi en tant que première épouse symbolique. Leurs ancêtres seraient originaires du Bahr el-Ghazal. Ils auraient commis un crime et, à cause de ce méfait, ils auraient été décimés et condamnés à verser la Nyakwer au roi

##### Wang
Le Kwa Wang (ou Kwa Wurg) a été fondé par Wang, un homme qui a été capturé par Nyikang. Certains descendants résident dans les villages de Okun et Dur. Le clan participe à l'intronisation en battant les tambours sacrés, plus particulièrement le dernier jour, pour applaudir les discours d'allégeances au roi prononcés par les chefs de clans:

« Nyikang s'en alla dans la savane afin de capturer des gens. Il aperçut des personnes, à distance, dans une barque sur la rivière. Il courut depuis les hautes herbes jusqu'à un endroit où les herbes avaient été brûlées. Il cria: « Hommes, laissez-moi monter dans votre barque ! ». Les personnes dirent: « Pourquoi ? ». Il répondit: « Laissez-moi monter, c'est tout ». Nyikang monta dans la barque, mais elle coula au fond de la rivière (à cause de la magie des gens de la barque). Mais Nyikang poussa la barque vers la surface puis captura toutes les personnes. Il les emmena dans un village où il leur apprit à prier. Ils devinrent ainsi des sacerdotes. Il les laissa résider à Nyibodo ; aujourd'hui encore, ils conservent des objets sacrés qui ont appartenu à Nyikang, ils sont appelés les Kwa Wang, les descendants de la plaine sans herbe. »

— Diedrich Westermann, Nyikang et le peuple de la rivière, 1912.

##### Nyikang (homonyme)
Le Kwa Nyikang a été fondé par Nyikang (un homonyme), un serviteur du roi Nyikang. Leur village est situé à Pakang, le « Village de Kang » dans l'actuel comté de Panyikang. Selon d'autres dires, le clan a été fondé par le serviteur Olam, un esprit doté d'un énorme appétit et capturé par Nyikang dans la rivière puis installé par lui dans un village. Le clan fournit le forgeron cérémoniel qui fabrique à Golbany la cinquantaine de lances utilisées aux nombreux sacrifices animaliers de l'intronisation. L'allumage du feu cérémoniel par friction a été enseigné aux Shilluk par Anut, un serviteur capturé par Nyikang et fondateur du lignage Kwa Anut.

### Disparition de Nyikang
La croyance Shilluk affirme que le roi Nyikang n'est pas mort, mais qu'il a disparu en étant emporté par un tourbillon de tempête : « Awany yi yomo » (il a disparu dans le vent). Les circonstances réelles de la mort de Nyikang ne sont donc pas clairement établies. Diedrich Westermann rapporte que quand Nyikang sentit sa fin approcher, il rassembla tous les chefs de son royaume à l'occasion d'une grande fête. Alors que tous étaient joyeux, tout à coup un grand vent se leva et dispersa toutes les personnes présentes. Au même moment, Nyikang prit un linge puis l'enroula et le serra autour de son cou et s'étrangla lui-même. De son côté, le père Wilhelm Banholzer relate qu'après une fête de quatre jours organisée à Akurwa et lassé par l'ingratitude de son peuple, Nyikang disparait sans laisser de traces, emporté par un tourbillon qui le jette dans les eaux du Nil Blanc. Wilhelm Hofmayr a tendance à penser que les récits de la disparition de Nyikang sont de pieux mensonges qui pourraient recouvrir deux hypothèses plus crédibles : dans ses vieux jours, Nyikang s'est peut-être suicidé en se jetant dans le fleuve en se conformant à une vieille coutume ; il se peut aussi que des rivaux l'aient assassiné, puis aient dissimulé le crime en jetant sa dépouille dans le fleuve (cette deuxième hypothèse rappelle le meurtre du roi-dieu Osiris, assassiné par son frère Seth lors d'une fête).
Malgré sa disparition mystérieuse, Nyikang ne s'est pas complètement absenté de son royaume. Sa présence se manifeste dans plusieurs incarnations :
- chaque roi Shilluk est habité par l'esprit de Nyikang à partir de son intronisation ; la volonté du roi et toutes ses actions sont des manifestations de la volonté de Nyikang ;
- Nyikang vit aussi dans ses temples, imaginés comme des tombes-cénotaphes, où son esprit entend et répond aux prières de son peuple ;
- l'esprit de Nyikang se manifeste aussi en plusieurs animaux : le cobra porte en langue shilluk le nom de reth (roi), et les gens le craignent et le révèrent comme un envoyé de Nyikang ; à ce titre, le serpent n'est ni chassé, ni tué ; la mante religieuse est aussi dénommée reth, et ses apparitions dans une cour ou dans une hutte doivent être apaisées par un sacrifice ; les scarabées sont également respectés, car considérés comme des vecteurs de l'esprit de Nyikang[95].

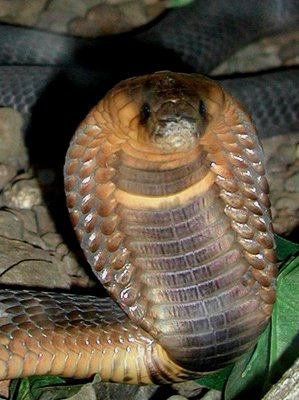
Cobra
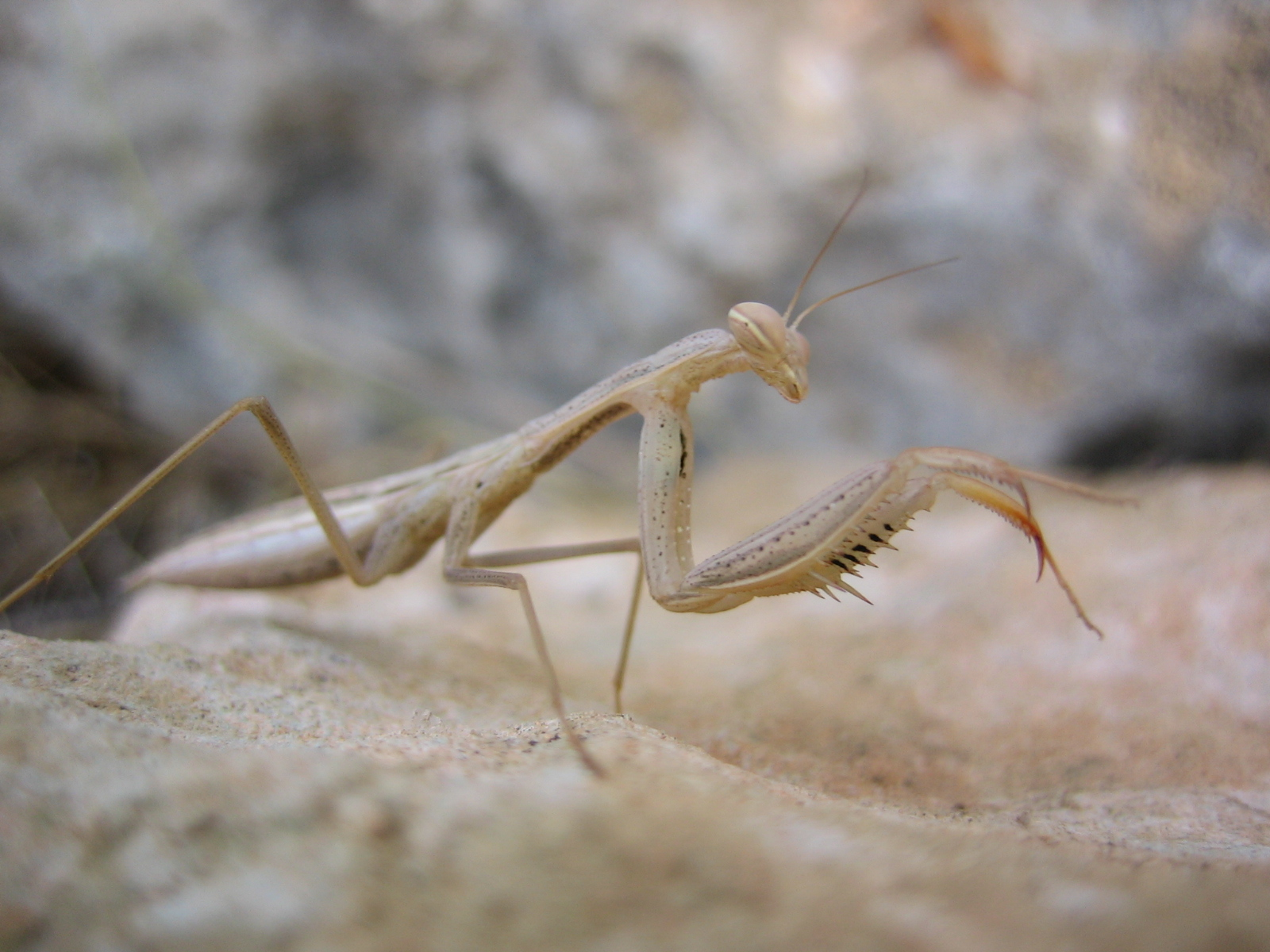
Mante religieuse
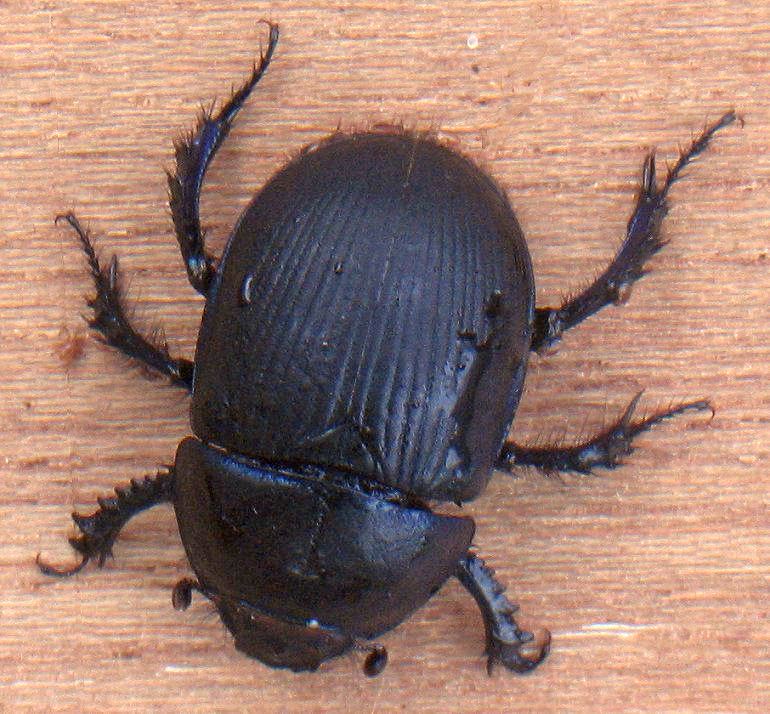
Scarabée

## Intronisation

### Royaume Shilluk
La république du Soudan du Sud ne reconnait pas le Shillukland comme une aire administrative unifiée et autonome. Le territoire de l'ancien royaume est morcelé, et constitue quatre des douze comtés de l'État fédéré du Nil Supérieur. Cependant, l'autorité morale et judiciaire du roi shilluk, le reth, n'a jamais été abolie, et l'actuel représentant de la lignée inaugurée par Nyikang continue à exercer son magistère sur l'ensemble de la nation shilluk au titre de chef spirituel et de juge de paix.
| Nom             | Intronisation     | Décès      |
| --------------- | ----------------- | ---------- |
| Fadiet Kwathker | 1903              | 22/02/1917 |
| Fafiti Yor      | 17/01/1918        | 21/09/1943 |
| Anei Kur        | 11 au 15/03/1944  | 10/11/1945 |
| Dak Fadiet      | 1 au 4/01/1947    | 08/05/1951 |
| Kur Fafiti      | 6 au 9/02/1952    | juin 1974  |
| Ajang Anei      | janv-février 1975 | 01/06/1992 |
| Kwongo wad Dak  | 27/04/1993        | ...        |

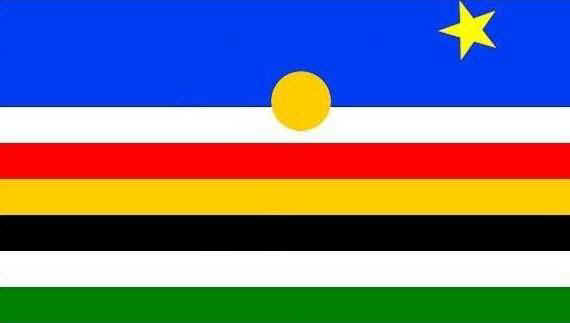
Drapeau de la monarchie Shilluk

Anciennement, le royaume Shilluk était divisé en deux provinces, Luak au sud et Gerr au nord. À ces deux provinces politico-administratives se superposaient deux subdivisions religieuses, Gol Nyikang pour la province de Luak et Gol Dhiang pour la province de Gerr. L'importance symbolique des deux provinces religieuses a été maintenue, mais n'est apparente que durant les cérémonies de l'investiture royale. La frontière entre Gol Nyikang et Gol Dhiang est marquée par le khor Arepejur, dont l'hydronyme signifie « le rassemblement des peuples ». Ce ruisseau non pérenne rejoint le Nil Blanc au sud de Fachoda, un modeste village qui fait office de capitale religieuse et de résidence royale. Après la mort d'un roi, son successeur est sélectionné parmi les nyireth (fils de roi) par le conseil des chefs des podh (regroupements de villages) rassemblés selon la géographie des deux provinces religieuses Gol Nyikang et Gol Dhiang. Le candidat à la royauté doit donc obtenir l'assentiment des deux parties du royaume pour être élu. Les Shilluk pensent que l'esprit de Nyikang s'incarne dans le roi régnant. À la mort du roi, l'esprit de Nyikang quitte son hôte, erre à travers le pays puis plonge dans les eaux du Nil Blanc. Les rituels de l'intronisation du nouveau roi ont pour objectif de retrouver l'esprit de Nyikang puis de le persuader d'entrer dans le corps du roi élu. En faisant cela, on cherche aussi à recréer l'unité du Shillukland, mise à mal depuis le décès de l'ancien roi. En effet, l'individu qui règne est plus qu'un simple être humain, il est Nyikang, c'est-à-dire l'intermédiaire entre l'humanité et Jwok, le dieu créateur. Durant la période de l'interrègne, les Shilluk affirment que la Terre n'existe plus, « piny bugon », car le lien avec la sphère céleste s'est brisé.

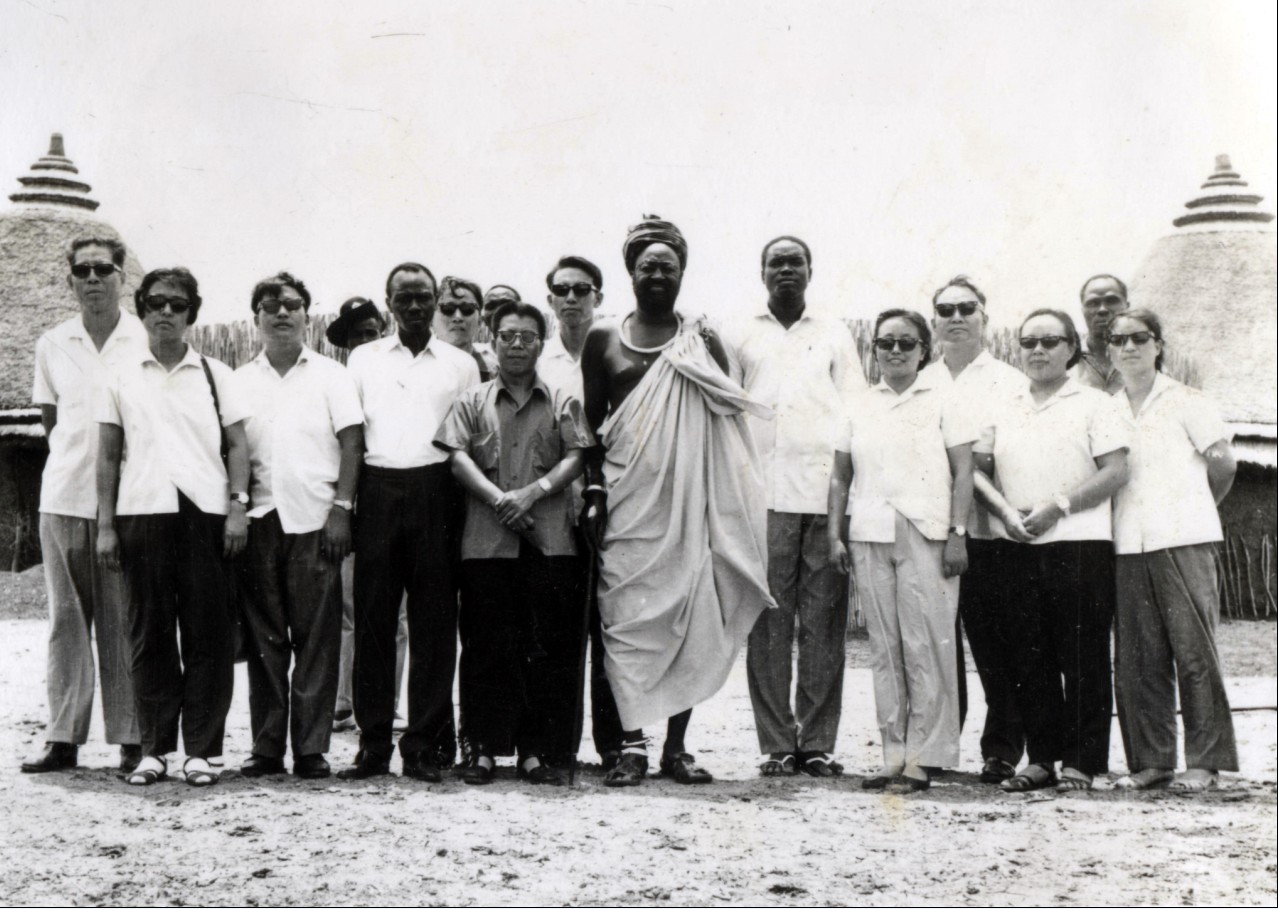
Le roi Ajang Aney (au centre) avec une délégation chinoise - Fachoda - 1979

### Redécouverte du corps de Nyikang
Les préparatifs de l'intronisation (rony) du nouveau roi débutent après la fin des cérémonies funéraires du roi défunt (danse-wowo). Deux sous-clans shilluk, les Akwobai de Debalo (province sud) et les Abuoro de Muomo (province nord), se lancent dans des expéditions en dehors du Shillukland, vers le nord, dans l'ancienne « contrée des pillages », pour se procurer de l'ivoire, de l'argent et des tissus. Les Abuoro sont aussi chargés de trouver des plumes d'autruches dans les environs de Kaka tandis que les Akwobai doivent se rendre dans Kordofan pour chercher du bois de bambou dans les Monts Nouba. Les plumes d'autruches et le bambou sont ensuite apportés à Akurwa et vont servir à refaçonner les effigies sacrées des premiers rois shilluk, ordinairement conservées dans le temple local.
Le refaçonnage de l'effigie de Nyikang débute par la quête de l'esprit de Nyikang dans les eaux du Nil blanc. Cette âme, libre de tout corps depuis le décès du roi, est imaginée comme une faible lumière argentée. La nuit, elle erre et éclaire de sa pâle lueur les villages du Muomo. Le jour, elle se cache des humains en nageant dans le fleuve. L'effigie de Dak est transportée par des membres du clan Nyikwom dans un canoë vers ces lieux d'errance. Arrivés sur les lieux, Dak, ses accompagnateurs et des locaux sont chargés de retrouver dans le fleuve l'esprit de Nyikang puis de le ramener à Akurwa. Pour ce faire, des tambours sacrés sont battus jusqu'à ce que Nyikang, contre quelques offrandes, daigne apparaître aux yeux d'un plongeur spécialement apprêté. Après quelques plongées infructueuses, le plongeur sort quelque chose du fleuve, sans doute un tronc d'ambatch, un arbuste au bois très léger, qui est tout de suite enveloppé dans une étoffe. À ce moment, toute l'assistance estime que Nyikang a été retrouvé et que son esprit accepte de participer à l'intronisation du roi élu. On transporte ensuite Nyikang en canoë jusqu'à Akurwa sous la garde d'un escadron aux ordres de Dak qui, lui, prend la route terrestre qui longe le fleuve.

### Procession des effigies
| \| CARTE DU SHILLUKLAND • MORRO KAKA • AKURWA DELAL AJAK • THURO ATHODWOI • DETWOK • KODOK GOLBANY • FACHODA • DEBALO WAU • MALAKAL • DOLEIB HILL PANYIKANG • TONGA • Bahr el-Zeraf rivière Sobat Nil Blanc Bahr el-Ghazal \| Localisation de quelques villes et villages du Shillukland |
| CARTE DU SHILLUKLAND • MORRO KAKA • AKURWA DELAL AJAK • THURO ATHODWOI • DETWOK • KODOK GOLBANY • FACHODA • DEBALO WAU • MALAKAL • DOLEIB HILL PANYIKANG • TONGA • Bahr el-Zeraf rivière Sobat Nil Blanc Bahr el-Ghazal                                                                  |

Lorsque le jour de l'intronisation approche, à Akurwa, le clan des Nyikwom forme une procession pour que les effigies de Nyikang, Dak et Anongo puissent faire leur arrivée dans le village de Fachoda. En ce lieu sacré se tient toute investiture royale depuis le début du XVIIIe siècle, selon le vœu du roi Tugo, le dixième souverain shilluk. Cependant, la procession marche d'abord vers le nord pour visiter les villages de Kaka et de Morro afin que Nyikang puisse inspecter la frontière septentrionale du Shillukland. Après ce détour, la procession fait route vers le sud pour descendre vers Fachoda. Ce voyage de près de cent vingt kilomètres s'étale sur sept à dix jours, et il est ponctué par des étapes dans plusieurs localités. Le but de cette marche aux allures de campagne guerrière est de rappeler certains hauts faits que Nyikang a accomplis durant sa conquête territoriale. Ainsi, la procession des effigies s'arrête là où Nyikang s'est arrêté en son temps. Les porteurs impriment aux effigies des mouvements fixés par la tradition. Au départ de Akurwa, les mouvements de Nyikang reflètent une attitude de réticence. Il se dit même que lorsque l'esprit de Nyikang désapprouve le roi élu en tant que successeur, il rend l'effigie si lourde qu'elle devient intransportable. Cette répugnance à se rendre à Fachoda se poursuit sur tout le trajet et cause de nombreux retards. Cette humeur maussade est rapportée, par messagers interposés, au roi élu et à son entourage installés à Fachoda. Pour apaiser les doutes de Nyikang et des porteurs du clan Nyikwom, le roi élu, plongé dans un état d'anxiété certaine, doit exprimer sa puissance et son prestige en leur allouant une indemnité considérable de près de deux cents vaches. L'attitude de l'effigie de Dak est plus nerveuse et désordonnée car la tradition orale en a fait un être belliqueux et sauvage. Sa progression est ponctuée par des allers-retours et par des galops impromptus, tel un éclaireur hargneux. Les effigies sont suivies par les porteurs des « choses de Nyikang » (les affaires personnelles de Nyikang : tambours, pots, plats, lances) et par des guerriers armés de fouets. Toute personne qui se trouve sur leur chemin est fouettée puis tenue de verser une petite offrande compensatoire si elle veut éviter, dit-on, de sombrer dans la folie.

### Défaite du roi
Quand l'effigie de Nyikang arrive dans les villages de Nyigir et d'Adodo, la procession n'a plus que quelques kilomètres à parcourir pour arriver à Fachoda située un peu plus au sud. À Fachoda même, devant la puissance de l'esprit de Nyikang, le roi élu prend peur. Secrètement et de nuit, il fuit la région de Gol Dhiang pour chercher refuge et assistance auprès des autorités tribales de la région de Gol Nyikang. Pour ce faire, le roi élu se rend auprès du chef de cette région, à Debalo. En ce lieu, les habitants lui refusent d'abord par trois fois l'entrée de leur village, au cours d'une séance de résistance rituelle, pour finalement l'accueillir auprès d'eux tel un misérable réfugié. Durant trois jours, le roi élu demeure à Debalo, dans une petite hutte délabrée située à côté d'une hutte plus grandiose mais vide d'habitants, construite pour l'occasion. Tout en étant obligé de s'occuper d'un petit troupeau de bovidés, le roi élu reçoit auprès de lui des hommes adultères et des séducteurs de jeunes filles célibataires, et les disculpe en contrepartie d'un petit don constitué de chèvres et de moutons.
| \| NORD Adodo Village où se rassemble l'armée de Nyikang Fachoda Aturwic Temple de Nyikang Trajet de l'armée de NyikangChamp de bataille ♠Khor Arepejur Mier Gat Village où les guerriers collectent les tiges de millet pour la batailleAkwabaiDebalo Village où se rassemble l'armée du roiTrajet de l'armée du roi♠ \| Carte de la première bataille rituelle |
| NORD Adodo Village où se rassemble l'armée de Nyikang Fachoda Aturwic Temple de Nyikang Trajet de l'armée de NyikangChamp de bataille ♠Khor Arepejur Mier Gat Village où les guerriers collectent les tiges de millet pour la batailleAkwabaiDebalo Village où se rassemble l'armée du roiTrajet de l'armée du roi♠                                              |

Durant le séjour du roi à Debalo, la province du Gol Nyikang dans le sud s'associe autour de la personne royale. Pendant ce temps, la province du Gol Dhiang dans le nord s'agrège autour de l'effigie de Nyikang. Le jour de l'intronisation, l'opposition rituelle entre le nord et le sud du Shillukland devient clairement apparente. Chaque province constitue sa propre armée, chacune étant forte de plusieurs centaines de guerriers. Le but du roi étant de réunifier le royaume sous son unique autorité rituelle, son armée se doit de marcher contre celle du nord pour l'affronter lors d'un simulacre de bataille. À cette occasion, les guerriers shilluk abandonnent leurs lances, armes traditionnelles, au profit d'inoffensifs fouets ou tiges de millet.
Au matin, le camp royal rassemble ses guerriers à Debalo. Le rôle de l'armée sudiste est de soutenir le roi élu dans ses droits, peu importe sa région de naissance. Avant de partir pour Fachoda, le roi élu doit cependant attendre l'arrivée de deux groupes d'envoyés : le premier est constitué par des membres du clan Okelo, dont la charge est de fournir la Nyikwer (une fillette de dix-douze ans qui devient à cette occasion la première épouse royale) ; l'autre groupe appartient au clan des Ojul, et son rôle est d'apporter une vache brune dont le destin sera d'être sacrifiée après la bataille.
Tandis que le roi marche à la tête de ses troupes sur Fachoda, la Nyikwer et la vache brune à ses côtés, l'armée de Nyikang quitte solennellement le village d'Adodo où elle s'était constituée. Alors que les personnes assemblées chantent les louanges de Nyikang et de Dak, les effigies s'ébranlent lentement vers le champ de bataille. Sur le trajet, Nyikang, comme indécis ou réticent, exécute de nombreuses volte-face. À moins de 800 mètres au nord du Khor Arepejur, l'armée de Nyikang s'arrête et prend position sur une petite élévation située à l'ouest de Fachoda. Après quelques vociférations et intimidations guerrières, l'armée sudiste franchit le Khor Arepejur. Au cours de la bataille, les guerriers s'affrontent dans une mêlée indescriptible, les tiges de millet virevoltant dans les airs. Cependant, l'issue de la bataille, prédéterminée par la tradition, est toujours la défaite du camp sudiste. En déroute, l'armée du Gol Nyikang recule. Sans escorte, le roi se retrouve isolé au milieu du clan des Nyikwom, les porteurs de l'effigie de Nyikang. Touché par la corde ongero, représentation de Anango (un des fils de Nyikang), le roi élu est fait prisonnier par l'armée nordiste. Debout et tenant de ses deux mains l'effigie de Nyikang, le roi élu lui sert de porteur, le visage caché par les plumes et par la draperie. Accompagné par la Nyikwer et la vache brune, le captif est emmené vers Fachoda. Sur le chemin, la vache est sacrifiée par étouffement par le clan Okelo après que le couple royal a exécuté trois circumambulations autour d'elle.

### Intronisation

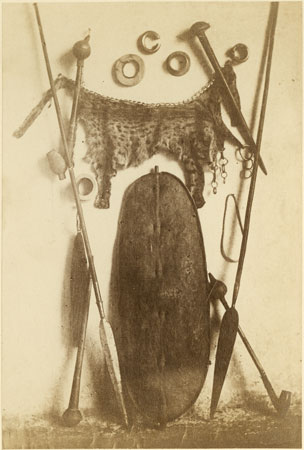
Armement traditionnel d'un chef Shilluk, vers 1880. Photographie de Richard Buchta.

Après le sacrifice de la vache, le roi s'avance vers le temple de Fachoda, toujours étroitement conduit par l'effigie de Nyikang. Pendant ce temps, le trône est sorti par des officiants puis placé sur des peaux de bœufs, tourné en direction de la région du Gol Nyikang, mais caché derrière un dais de draperies blanches afin de le rendre invisible de la foule des profanes. La tradition dit que le véritable trône Kwom a été volé lors d'une guerre et qu'il n'a jamais été rendu. Le trône actuel n'est qu'un substitut, il s'agit d'un tabouret assez trapu de cinquante centimètres de long sur vingt-cinq de large avec quatre pieds. Lors de la cérémonie, il est recouvert par une peau de léopard et, comme tous les autres objets sacrés, par un tissu blanc. L'effigie de Nyikang est placée sur le trône durant quelques minutes. Pendant ce temps, le roi s'agenouille et tient deux des quatre pieds du tabouret, la Nyikwer à côté de lui. De l'autre côté, le chef du clan Nyikwom, à genoux, empoigne les deux autres pieds. Après quelques chants, l'effigie de Nyikang est retirée du trône et immédiatement placée dans le temple, accompagnée par celle de Dak. Le roi prend la place de l'effigie et s'assoit sur le trône. Au même moment, un chambellan s'agenouille et empoigne le trône à la place du roi. Durant une vingtaine de minutes, le roi est pris de tremblements. Hagard, il entre en possession de l'esprit de Nyikang. Pour hâter le transfert, on joue du tambour derrière la tête du roi et on soulage sa souffrance en aspergeant sa face avec de l'eau. Lorsque le roi ressort du dais, il apparaît à la foule dans un état d'hébétude, escorté par le chef des Nyikwom qui tient sa main droite et par la Nyikwer qui tient sa main gauche ; tous deux le conduisent vers la place centrale de Fachoda. Là, le roi consacre un bœuf sacrificiel blanc et noir en faisant des passes magiques au-dessus de l'animal avec une épée et une lance qui sont réputées être deux anciennes armes de Nyikang. Durant les trois jours qui suivent l'intronisation, le roi ne participe à aucune cérémonie publique. Il se retire dans l'adul qui est un camp temporaire constitué de deux huttes faites à partir d'herbes sèches et construites par le chef du Gol Nyikang durant le séjour du roi à Debalo. Peu après l'entrée du roi dans l'adul, le bœuf qu'il vient de consacrer est sacrifié devant le campement.

### Enlèvement de la Nyikwer par Nyikang

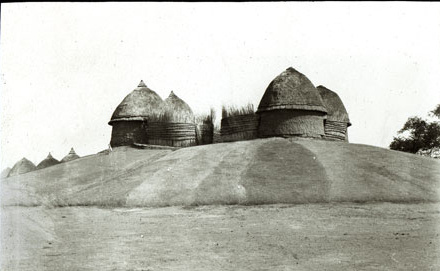
Aturwic, le domicile du roi à Pachodo en 1910. Photographie de Charles Gabriel Seligman.

Durant sa réclusion, le roi est accompagné par la Nyikwer et par quelques Ororo. La seconde nuit, une femme Ororo vient séduire le roi et le conduit dans l'une des huttes de l'Aturwic. Délaissée, la Nyikwer se retrouve seule. Peu après, l'effigie de Nyikang sort du temple et vient enlever la Nyikwer du camp pour l'amener dans le temple. Le matin du quatrième jour, le roi constate l'absence de la Nyikwer et ordonne aussitôt au chef du Gol Dhiang de convoquer le chef du clan Okelo dont est issue la jeune fille. Questionné, le chef des Okelo affirme au roi ne rien savoir à ce sujet. Irrité, le roi lui dit : « Pourquoi ne sais-tu rien ? Ne l'ai-je pas épousée en contrepartie de vaches qui sont maintenant en ta possession ? Va, et ramène la moi ! » Peu de temps après, le chef des Okelo revient devant le roi pour l'informer que Nyikang s'est emparé de la fille. Outré, le roi ordonne au chef des Okelo d'aller auprès du chef des Nyikwom (le médiateur de l'effigie de Nyikang) pour lui demander de rendre la Nyikwer. Après s'être présenté devant Nyikang, le chef Okelo revient auprès du roi avec la réponse négative de Nyikang : « Que sont donc ces vaches ? Sont-elles à moi ou au roi ? » Une nouvelle fois, le roi ordonne au chef Okelo de se rendre auprès de Nyikang pour réclamer la fille, cette fois-ci accompagné par le chef de la région du Gol Nyikang. Devant l'obstination du roi, les esprits de Nyikang et Dak se mettent en colère, chose qui est rapportée au roi. Une nouvelle fois, les deux régions se préparent à la guerre.

### Victoire du roi
Si la première bataille a rassemblé une foule de plusieurs centaines de guerriers, la seconde confrontation est plus modeste et seules quelques dizaines de chefs et dignitaires shilluk y prennent part. Dès que la guerre est déclarée, les partisans de Nyikang commencent à danser autour de son temple et les effigies de Nyikang, Dak et Cal apparaissent au-dehors. Après avoir tourné par trois fois autour du temple, l'armée de Nyikang marche vers la colline de l'Aturwic, les guerriers Nyikwom armés de leurs fouets. Pendant ce temps, les défenseurs du roi s'arment de leurs tiges de millet et prennent position au pied de l'Aturwic. Dès que l'armée de Nyikang commence son avancée, le roi apparaît et descend de la colline pour rejoindre ses hommes. Après quelques apostrophes guerrières, le roi ouvre les hostilités en jetant une tige de millet au pied de l'effigie de Dak. Dans la mêlée générale, les tiges de millet recommencent à voler dans les airs. Subitement, accompagné par quelques partisans, le roi se saisit de la Nyikwer, l'enlève à Nyikang et s'en retourne prestement dans l'une des huttes sises au sommet de l'Artuwic. Pendant ce temps, la bataille continue. Après trois furieuses contre-attaques, les trois effigies parviennent au sommet de l'Aturwic puis pénètrent dans la hutte du roi. Il s'ensuit une période de négociation, où Nyikang et ses fils acceptent finalement de rendre la Nyikwer au roi et de s'en retourner dans leur temple.
Le matin du cinquième jour, une vingtaine de chefs shilluk rendent à tour de rôle leurs hommages au roi, chacun prononçant un petit discours après voir planté la lame de sa lance dans le sol. Après les avoir écoutés, le roi les remercie de leurs conseils et paroles puis les exhorte à l'assister et à reconnaître l'autorité que Nyikang a accepté de lui dévouer. Après un dernier sacrifice, le roi est pleinement installé dans sa fonction. Quelques jours plus tard, les effigies repartent dans leur temple habituel à Akurwa.

## Lieux de culte

### Description sommaire

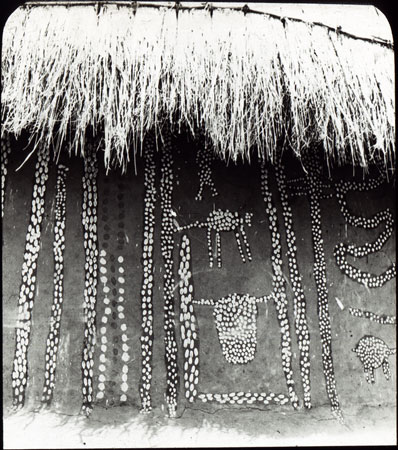
Mur peint d'une hutte sacrée à Panyikang en 1910. Photographie de Charles Gabriel Seligman.

Les Shilluk ont érigé des temples dans la dizaine de localités où Nyikang aurait séjourné quelque temps de son vivant. Akurwa dans le nord et Panyikang dans le sud sont les lieux les plus notables, mais on peut aussi signaler Wau, Turro, Telal, Nyibodo et Ottigo. Ces sanctuaires sont dénommés génériquement sous le terme de kengo Nyikang, « tombes royales de Nyikang ». Cependant, tout Shilluk sait que Nyikang n'est enterré en aucun de ces lieux saints et qu'il ne s'agit que de cénotaphes. Chaque sanctuaire se présente sous la forme de deux huttes circulaires ou plus, on compte ainsi sept huttes à Akurwa et cinq à Panyikang. Ces constructions en boue séchée sont regroupées entre elles par une petite enceinte vaguement circulaire, confectionnée à partir de tiges de millet. Les huttes saintes sont un peu plus imposantes que les huttes d'habitation ordinaires. Leur toit de chaume de forme conique se termine au sommet par un œuf d'autruche empalé sur la lame d'une lance. À l'intérieur sont conservées les nombreuses lances (eloda) ayant appartenu à Nyikang ou à ses successeurs et qui servent à transpercer les victimes animales lors des sacrifices. À l'extérieur, les murs sont ornés de motifs animaliers ou géométriques (zigzag, lignes parallèles, pointillés, etc.) de couleur jaune, rouge, blanche et noire, renouvelés chaque année par des femmes mais n'ayant qu'une mince signification religieuse. La durée de vie de ces sanctuaires érigés en boue séchée est relativement courte, de cinq à huit ans. Le temps de reconstruction dure environ trois mois et se dénomme fing da kwer (« le temps sacré »). Chaque clan qui dépend du sanctuaire est astreint à participer ; certains doivent livrer le bois, d'autres le chaume, etc. Durant cette même période, les participants ne doivent pas se mêler à des danses nuptiales, reconstruire leurs propres habitations, ou participer à des conflits armés. Une hutte s'effondre généralement au cours de la saison des pluies. Ses débris sont empilés, puis entourés par des branchages de buissons épineux. Durant les mois de l'hiver suivant, la hutte est reconstruite au même endroit, sur les débris de l'ancienne. La boue séchée de l'ancienne construction participe à la sainteté du lieu, aussi n'est-elle pas dispersée mais conservée sur le lieu même où elle a servi en tant que matériau de construction. Après plusieurs réédifications, la hutte sacrée se trouve placée sur le monticule artificiel ainsi formé.

### Akurwa

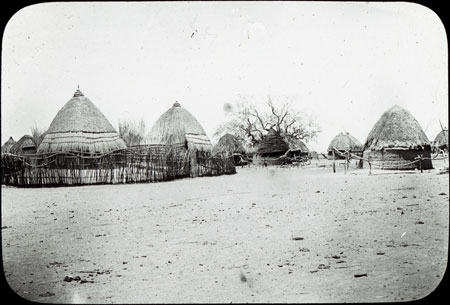
Sanctuaire de Nyikang à Akurwa en 1910,
Photographie de Charles Gabriel Seligman.

La tradition orale situe à Akurwa la disparition mystérieuse de Nyikang, emporté par une bourrasque de vent ; cet ultime épisode explique la grande sainteté du lieu. Un petit mythe étiologique explique l'origine du toponyme : un jour, Nyikang invita les habitants du lieu ; ils lui donnèrent à manger une sorte de gâteau qu'il ne connaissait pas ; Nyikang s'étonna, et dit Akucua, ce qui signifie « Je ne connais pas cela ». Cette expression se transforma et devint Akurwa.
Le sanctuaire d'Akurwa ne comprenait que deux huttes en 1910, mais ce nombre a augmenté, et Wilhelm Hofmayr décrit en 1925 ce lieu saint comme une enceinte sacrée qui regroupe sept huttes. Selon cet auteur, cinq huttes abritent des reliques dont l'effigie de Nyikang, le trône royal (un tabouret à quatre pieds), le bouclier de Nyikang ainsi que quelques-unes de ses lances ; la sixième hutte sert à loger les officiants, tandis que le sol intérieur de la septième recueille le lait des vaches sacrées lors des libations.
Un jour, Nyikang captura deux récalcitrants et les enferma dans l'une des huttes saintes d'Akurwa. Il fit poster un garde devant la porte. Cependant, au fond de la hutte, les deux prisonniers percèrent le mur fait de boue sèchée, et réussirent ainsi à prendre la fuite. Cet épisode provoqua l'hilarité du peuple, mais Nyikang fit contre mauvaise fortune bon cœur et décrèta qu'à partir de ce jour, l'une des huttes d'Akurwa devait toujours avoir deux ouvertures.

### Panyikang
Une fois arrivé dans l'actuel Shillukland, on ne sait pas avec certitude si Nyikang s'est installé de façon permanente dans un village. Il est cependant presque certain que le village de Panyikang a été son lieu de résidence préféré. Le sanctuaire de Nyikang à Panyikang est constitué de cinq huttes, et leurs différentes fonctions indiquent que l'on a pris une propriété familiale en guise de modèle. À l'origine, le temple devait certainement être le domicile personnel de Nyikang. Ce lieu saint conserve quelques lances-alodo de Nyikang, mais l'une d'elles est considérée comme étant encore plus sacrée. Chaque hutte porte un nom différent : Nyikayo, Kwayo (ou Duwad), Wed Mac, Dak (ou Kwayo) et Duwol.

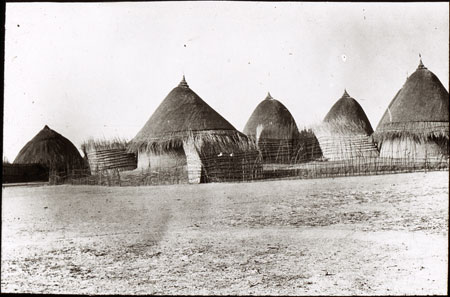
Sanctuaire de Nyikang à Panyikang en 1910,
Photographie de Charles Gabriel Seligman.

- La hutte Nyikayo est la hutte de la mère de Nyikang et sert à stocker la réserve de millet.
- Duwad est le nom de la hutte de Nyikang, et son esprit s'en sert pour y dormir. Son autre nom, Kwayo, signifie « dormir » dans le langage en usage à la cour royale (le simple peuple utilise le verbe nin). Cette hutte est considérée comme étant la plus sacrée, et il est d'usage de placer les cornes des bovins sacrifiés au sol devant son ouverture. Elle renferme des objets ayant appartenu à Nyikang dont une chaise, un tambour et une lyre (thom). On prétend que Nyikang manifeste sa présence protectrice en jouant de cet instrument.
- La hutte Wed Mac renferme les ustensiles de cuisine de Nyikang, un feu y brûle et de la nourriture y est cuisinée.
- La hutte Dak ou Kwayo est le domicile nocturne de Dak, fils de Nyikang et troisième souverain de la lignée royale.
- La hutte Duwol est aussi appelée Nyikang car elle lui servait à écouter les disputes que lui soumettaient ses sujets dans l'espoir d'un bon jugement. Quand un roi shilluk se rend à Panyikang, il s'assoit devant cette hutte pour auditionner les plaintes de ses sujets[120].

### Tombes royales

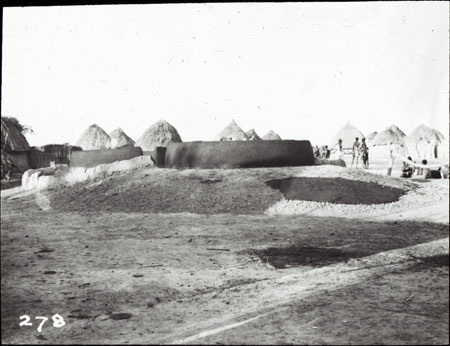
Reconstruction du sanctuaire du roi Yor Adocdit (décédé en 1892) sur un monticule artificiel constitué par les gravats des huttes précédentes. Entre 1910 et 1922. Photographie de Charles Gabriel Seligman.

Après l'enterrement d'un roi shilluk, les rites religieux pratiqués dans son complexe funéraire sont similaires à ceux pratiqués dans les sanctuaires de Nyikang, les Shilluk établissant une équivalence entre Nyikang (leur premier souverain) et ses successeurs. Une trentaine de tombes-temples se répartit ainsi sur l'ensemble du territoire, mais avec une petite concentration autour de Fachoda. Les temples-cénotaphes de Nyikang et les tombes des rois shilluks sont regroupés sous le même terme de kengo (tombe royale), alors que les tombes des gens du commun sont appelées roro. Après la mort d'un roi, sa dépouille connaît deux enterrements : immédiatement après le décès et durant plusieurs mois, le corps est discrètement déposé dans une hutte hermétique près de la résidence royale. En ce lieu, la chair se décompose et est dévorée par les insectes nécrophages. Après cela, les ossements ainsi nettoyés, se tient un second enterrement dans le village natal du roi. La mise en terre s'accompagne sur trois ou quatre jours du rituel wowo qui consiste en une série de danses collectives à caractère funéraire ainsi que du sacrifice d'un nombre considérable de bovins. La tombe royale est creusée à l'intérieur d'une des huttes qui constituaient le domicile anciennement occupé par le décédé avant son accession à la charge monarchique. Les huttes des tombeaux royaux ressemblent à celles des sanctuaires à Nyikang, sont entretenues avec soin et reconstruites régulièrement, disposent d'un personnel cultuel similaire, mais peuvent toutefois se montrer plus petites en taille.

## Culte

### Officiants
Les sanctuaires shilluk sont sous la garde d'un personnel masculin et féminin attaché au groupe des bang reth. Ces derniers se caractérisent par le fait que chacun d'eux, hommes et femmes, est en complète rupture avec ses clans d'origine mais aussi avec son allégeance à un roi shilluk en particulier. Chaque sanctuaire est dirigé par deux bang reth, généralement un vieil homme et une vieille femme. Certaines de ces vieilles gardiennes peuvent être d'anciennes épouses royales : veuves, femmes ménopausées ou ayant enfanté plusieurs enfants royaux. Le gardien masculin est approuvé par le chef du podh (regroupement de villages) où le sanctuaire est élevé. Ce dirigeant local est aussi tenu responsable devant le roi de la propreté du lieu, de son entetien ainsi que de sa reconstruction périodique. Les deux vieux gardiens en chef disposent d'un personnel de subalternes. Les femmes sont chargées de balayer l'endroit, de faire des offrandes de lait et de millet, et d'assister à tous les rites annuels ou occasionnels. Ces femmes interprètent aussi les rêves des fidèles, et conduisent tous les rites en l'honneur de Nyikaya, un culte réservé aux femmes. Les officiants masculins sont en charge du troupeau de bovidés attaché au temple. Ils procèdent aux sacrifices animaliers, distribuent la viande aux participants, puis jettent les ossements résiduels dans le Nil Blanc. Seuls les gardiens peuvent pénétrer dans les sanctuaires, les autres Shilluks doivent se contenter de rester à distance tout en adoptant un comportement respectueux.

### Cérémonies annuelles

#### Appel de la pluie

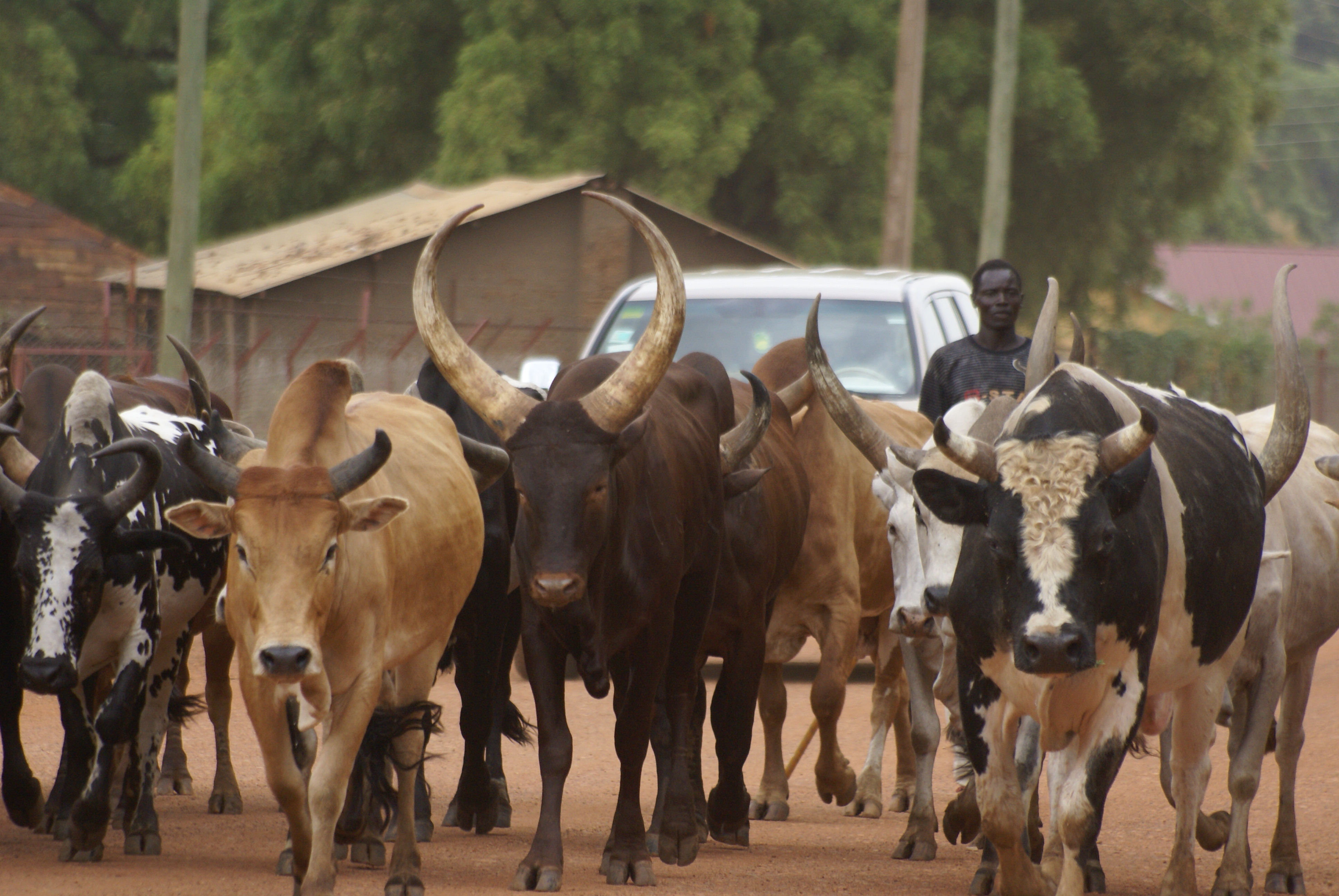
Troupeau de bovidés

Les cérémoniels qui visent à apporter au-dessus du Shillukland les pluies bienfaitrices se tiennent au début du mois lunaire de Alabor (vers avril), lorsque commence la saison des pluies. On offre à Nyikang une vache et un bœuf ; la vache rejoint le troupeau sacré du temple, mais le bœuf est sacrifié. Traditionnellement, le roi doit offrir les deux bestiaux et prendre part au rituel qui se tient à Fachoda. Le bœuf est mis à mort devant l'ouverture de l'enclos du sanctuaire par un Bang reth, à l'aide d'une lance sacrée. Pendant ce temps, le roi est debout à côté du bovidé et tient à la main une lance pointée vers le ciel. Durant ce temps, il invoque Nyikang et lui demande d'apporter la pluie. La viande est ensuite consommée par l'ensemble des Bang reth présents. Après le repas, les ossements et le sang du bœuf (recueilli dans une gourde) sont jetés dans le fleuve. La peau est tannée et transformée en natte. À cette occasion, une grande part du millet jusqu'alors conservé dans les réserves du temple depuis la dernière récolte est mise à fermenter et transformée en bière. Quand le roi se rend à Panyikang, il est d'usage qu'il sacrifie lui-même le bœuf tandis que les Bang reth prient.

#### Prémices
Avant même le début de la moisson, le fidèle cherche à attirer les bonnes grâces de Nyikang en apportant quelques épis au temple puis en les glissant dans le chaume de la toiture. Lors des prémices, il est d'usage que chacun apporte au temple le plus proche une petite quantité d'épis de millet. Le grain est moulu par les Bang reth puis mélangé à de l'eau du fleuve. Cette bouillie est ensuite répandue sur le seuil de la hutte sainte consacrée à Nyikang. Ensuite, après avoir barbouillé le mur de la hutte avec cette mixture, on jette le reste sur le sol non loin du temple. Personne ne consomme le grain nouvellement récolté avant ce cérémonial.

### Shilluk (ethnie)
- (en) Lam Akol, « Paper: A Historical background of the Collo », Pachodo.org,‎ 2010 (lire en ligne)

- (de) J. P. Crazzolara et W. Schmidt, « Beiträge zur Kenntnis der Religion und Zauberei bei den Schilluk », Anthropos, vol. 27 cahier n°1/2,‎ 1932, p. 183-211 (JSTOR 40447064)

- (de) Wilhelm Hofmeyer, « Zur Geschichte und sozialen und politischen Gliederung des Stammes der Schillukneger », Anthropos, vol. 5 cahier n°2,‎ 1910, p. 228-233 (JSTOR 40443553)

- (de) Wilhelm Hofmayr, Die Schilluk : Geschichte, Religion und Leben eines Niloten-Stammes, Sankt Gabriel, Mödling bei Wien, Anthropos (revue), 1925, 521 p.
- (en) Godfrey Lienhardt, « The Shilluk of the Upper Nile », African Worlds, studies in the cosmological ideas and social values of african peoples,‎ 1954, p. 138-163 de la réédition de 1968.

- (en) D. S. Oyler, « Nikawng and the Shilluk migration », Sudan Notes and Records, vol. I,‎ 1918a

- (en) D. S. Oyler, « Nikawng's Place in the Shilluk Religion », Sudan Notes and Records, vol. I,‎ 1918b

- (en) M. E. C. Pumphrey, « The Shilluk tribe », Sudan Notes and Records, vol. XXIV, part I,‎ 1941

- (en) Charles Gabriel Seligman, « The cult of Nyakang and the Divine Kings of the Shilluk », The Fourth Report of the Wellcome Tropical Research Laboratories at the Gordon Memorial College, Khartoum, vol. B,‎ 1911, p. 216-238

- (en) Diedrich Westermann, The Shilluk People, Their Language and Folklore, Berlin, 1912, 312 p. (lire en ligne)

### Shilluk (royauté)
- (en) Akwoch Dok, « The installation of the Shilluk Reth », Pachodo.org,‎ 1992 (lire en ligne)

- (en) Asia Mahgoub El-Hindi, « Fashoda as a Cultural Space : A Proposal Masterpiece of the Oral and Intangible Heritage of Humanity », Sudanese Folklife Research and Documentation Center. Ministry of Culture, Youth and Sports,‎ 2006 (lire en ligne)

- (fr) Edward Evan Evans-Pritchard, « La royauté divine chez les Shilluk du Soudan nilotique [conférence de 1948] », dans Les anthropologues face à l'histoire et à la religion, Paris, Presses universitaires de France, 1974, 270 p. (OCLC 299733184)

- (en) David Graeber, « The divine kingship of the Shilluk », HAU: Journal of Ethnographic Theory, vol. 1,‎ 2011 (lire en ligne)

- (en) P.P. Howell et W.P.G. Thomson, « The death of a reth of the Shilluk and the installation of his successor », Sudan Notes & Records, vol. XXVII,‎ 1946

- (en) Godfrey Lienhardt, « Nilotic Kings and their Mothers' Kin », Africa, vol. XXV, n°1,‎ 1955, p. 29-42 (JSTOR 1156894)

- (en) P. Munro, « Installation of the Ret of the Chol (King of the Shilluks) », Sudan Notes and Records, vol. I,‎ 1918 (lire en ligne)

- (en) M. Riad, « The Divine Kingship of the Shilluk and its Origin. », Archiv für Völkerkunde 14,‎ 1959

- (en) Burkhard Schnepel, « Shilluk Royal Ceremonies of Death and Installation », Anthropos, vol. 83,‎ 1988, p. 433-452 (JSTOR 40463376)

- (en) Burkhard Schnepel, « Shilluk Kingship. Power Struggles and the Question of Succession », Anthropos, vol. 85,‎ 1990, p. 105-124 (JSTOR 40462118)

- (en) Burkhard Schnepel, « Continuity despite and through Death: Regicide and Royal Shrines among the Shilluk of Southern Sudan », Africa, vol. 61, n°1,‎ 1991, p. 40-70 (JSTOR 1160269)

- (en) W.P.G. Thomson, « Further notes on the death of a reth of the Shilluk (1945). », Sudan Notes & Records, vol. XXIX,‎ 1948

- (en) L. Lewis Wall, « Anuak Politics, Ecology, and the Origins of the Shilluk Kingship », Ethnology, vol. 15, n°2,‎ 1976

- (en) Joshua Ojwok Yor, « The Installation of the Reth of the Shilluk - Kwongo Dak Padiet - 1993 », Sudanese Folklife Research and Documentation Center. Ministry of Culture, Youth and Sports,‎ 2006 (lire en ligne)

### Soudan du Sud
- (en) Lam Akol, SPLM/SPLA, The Nasir Declaration, USA, 2003
- (en) Francis Mading Deng, Dinka Cosmology, Londres, Ithaka Press, 1980, 348 p. (ISBN 0-903729-29-6)
- (en) Dereje Feyissa, Playing Different Games : The Paradox of Anywaa and Nuer Identification Strategies in the Gambella Region, Ethiopia, New York/Oxford, Berghahn Books, 2011, 237 p. (ISBN 978-0-85745-088-3)
- (en) Edward von Gleichen, The Anglo-Egyptian Sudan : a compendium prepared by officers of the Sudan government., Londres, Harrison and Sons, 1905, 371 p. (lire en ligne)
- (en) H. C. Jackson, « The Nuer of the Upper Nile province », Sudan Notes & Records, vol. VI,‎ 1923 (lire en ligne)

- (en) Kuel Maluil Jok, Animism of the Nilotics and Discourses of Islamic Fundamentalism in Sudan, Leiden, Sidestone Press, 2010, 140 p. (ISBN 978-90-8890-054-9, lire en ligne)
- (fr)Godfrey Lienhardt, « Peuples nilotiques. Dinka, Anuak, Shilluk. Mythes d’harmonie cosmique et sociale », Dictionnaire des mythologies et des religions des sociétés traditionnelles et du monde antique, Paris, Flammarion,‎ 1999 (ISBN 2702828825)
- (en) Conradin Perner, The Anyuak : Living on Earth in the Sky, vol. I. « The Sphere of Spirituality », Bâle, Helbing & Lichtenhahn, 1994, 277 p. (ISBN 978-3-7190-1330-1)
- (en) Conradin Perner, The Anyuak : Living on Earth in the Sky, vol. II. « The Human Territory », Bâle, Helbing & Lichtenhahn, 1997, 305 p. (ISBN 3-7190-1507-6)
- (en) Conradin Perner, The Anyuak : Living on Earth in the Sky, vol. IV. « A Personal Life », Bâle, Schwabe Verlag, 2011, 359 p.
- (en) Charles Gabriel Seligman et Brenda Zara Seligman, Pagan Tribes of the Nilotic Sudan, Londres, Routledge & Kegan Paul, 1932 (réimpr. 1965), 565 p.
- John Ryle et Sarah Errington, Les Guerriers du Nil Blanc : Les Dinka, Amsterdam, Time-Life Books B.V., 1982, 168 p. (ISBN 2-7344-0003-0)

### Généralités
- Alfred Adler, Le pouvoir et l'interdit : Royauté et religion en Afrique noire, Paris, Albin Michel, 2000, 333 p. (ISBN 2-226-11664-8)
- James George Frazer, Le Rameau d'Or, vol. III: Le Dieu qui meurt, Paris, Robert Laffont, 1998
- Robert Graves, Les Mythes grecs, Paris, Le Club, 2004, 666 p. (ISBN 2-7028-6793-6)
- (fr)Bethwell Allan Ogot, Histoire générale de l'Afrique : V. L'Afrique du XVIe au XVIIIe siècle, UNESCO (lire en ligne)
- (fr)Pierre Pellissier, Fachoda et la Mission Marchand : 1896-1899, Paris, Perrin, 2011, 380 p. (ISBN 978-2-262-03267-8)

### Documentaire
- (en) André Singer, Disappearing world : The Shilluk, 1976, 52 min.
- (en) Étienne Verhaegen, The Seven Cows of the Shilluk King, 1978, 52 min. Extrait (8 min)